# Schlacht am Antietam
South Mountain – Harpers Ferry – Antietam – Shepherdstown
Die Schlacht am Antietam (ænˈti təm), vor allem in den Südstaaten auch Schlacht bei Sharpsburg genannt, war die entscheidende Schlacht des konföderierten Maryland-Feldzuges während des Amerikanischen Bürgerkrieges. Sie fand am 17. September 1862 entlang des Antietam in der Nähe der Ortschaft Sharpsburg in Maryland statt.
Sie gilt als die wichtigste Schlacht auf dem östlichen Kriegsschauplatz im Jahr 1862. General Robert E. Lee hatte nach dem Scheitern des Halbinsel-Feldzuges der Union und dem Sieg der Konföderierten in der Zweiten Schlacht am Bull Run die Nord-Virginia-Armee im Maryland-Feldzug erstmals auf das Territorium der Nordstaaten geführt. Dort stellte sich ihr erneut die Potomac-Armee unter Generalmajor George B. McClellan entgegen. Durch einen Zufall fielen McClellan vor der Schlacht Lees detaillierte Operationspläne in die Hände, die die Verwundbarkeit des Gegners zeigten. Er ließ jedoch mehrere Gelegenheiten verstreichen, den Vorteil zu nutzen.
Obwohl McClellans Truppen die Konföderierten am Ende unter schweren Verlusten trotzdem zum vorläufigen Rückzug zwingen konnten, brachte die Schlacht am Antietam daher keine Entscheidung auf dem östlichen Kriegsschauplatz, sondern gilt als verpasste Gelegenheit der Union, der Nord-Virginia-Armee einen vernichtenden Schlag zuzufügen und den Bürgerkrieg frühzeitig zu beenden. Das Gefecht war die verlustreichste Ein-Tages-Schlacht des gesamten Bürgerkrieges. Wegen der rund 3.600 Gefallenen und Gesamtverlusten von etwa 23.000 Mann wird der 17. September 1862 auch als
The bloodiest single day in American history (deutsch: blutigster Tag der amerikanischen Geschichte) bezeichnet.
Gleichzeitig markierte der Ausgang der  Schlacht aber einen sehr wichtigen Sieg für die Union, da sie nach Meinung der meisten Historiker politisch als einer der folgenreichsten Wendepunkte des Krieges gilt. Denn auch wenn der militärische Erfolg der Unionstruppen letztlich relativ begrenzt war, eröffnete der teuer erkaufte Sieg Lincoln dennoch die Möglichkeit, aus einer Position der Stärke heraus seine Emanzipationserklärung zur Befreiung der Sklaven in den Südstaaten anzukündigen, unterminierte Bestrebungen von Großbritannien und Frankreich, einen Verhandlungsfrieden mit einvernehmlicher Teilung der Vereinigten Staaten herbeizuführen, und half der Republikanischen Partei Lincolns, eine drohende Niederlage bei den Kongresswahlen im Herbst 1862 abzuwenden.
Am Antietam wurden erstmals die Folgen einer Schlacht des Bürgerkrieges ausführlich fotografisch dokumentiert. Alexander Gardners Aufnahmen von toten Soldaten, die Ende 1862 in New York von Mathew Brady in seiner Ausstellung The Dead of Antietam ("Die Toten von Antietam") präsentiert wurden, erschütterten viele Betrachter und führten zu einer realistischeren Einschätzung des bis dahin idealisierten Geschehens auf den Schlachtfeldern.

## Vorgeschichte: Der Bürgerkrieg im Jahr 1862

### Militärische Lage Anfang des Jahres

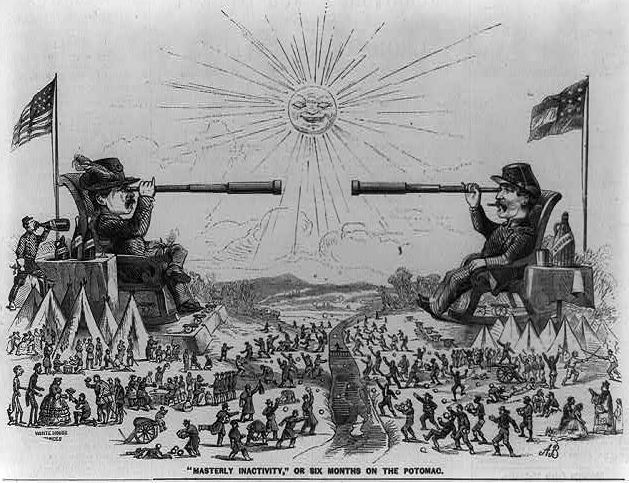
„Raffinierte Untätigkeit“
oder Sechs Monate am Potomac
Karikatur zur Pattsituation im Osten
Frank Leslie's Illustrated Newspaper, Februar 1862

Im zweiten Kalenderjahr des Amerikanischen Bürgerkrieges konzentrierte sich ein Großteil der Anstrengungen der Union (Nordstaaten) auf dem wichtigen Kriegsschauplatz im Osten weiterhin darauf, Richmond einzunehmen und zu besetzen. Der Fall ihrer nur 160 Kilometer Luftlinie von Washington entfernt in Virginia liegenden Hauptstadt würde, so hoffte man im Norden, der Konföderation (Südstaaten) einen vernichtenden Schlag zufügen, die Regierung des konföderierten Präsidenten Jefferson Davis zusammenbrechen lassen und die als „Rebellion“ angesehene Sezession des Südens null und nichtig machen. Zum Erreichen dieser Kriegsziele musste die Union allerdings in die Offensive gehen, während die Konföderierten sich auf die Verteidigung des eigenen Territoriums beschränken konnten.

Ein Hindernis auf dem Weg nach Richmond bildete eine Reihe kleinerer und größerer Flüsse, die parallel zur Grenze Virginias zwischen ihr und der Hauptstadt der Konföderation verliefen. Erste Anläufe, Richmond zu erobern, waren denn auch im Vorjahr mit Niederlagen der Union in der Ersten Schlacht am Bull Run (21. Juli 1861) und im Gefecht bei Balls Bluff am Potomac (21. Oktober 1861) im frühen Stadium gescheitert. Seitdem hatte die zwischen Manassas und Centreville stehende konföderierte Armee von General Joseph E. Johnston die zahlenmäßig stark überlegene Potomac-Armee der Union von Vorstößen nach Virginia abhalten können. Das Ergebnis war eine Pattsituation, die den Norden mehr störte als den Süden.

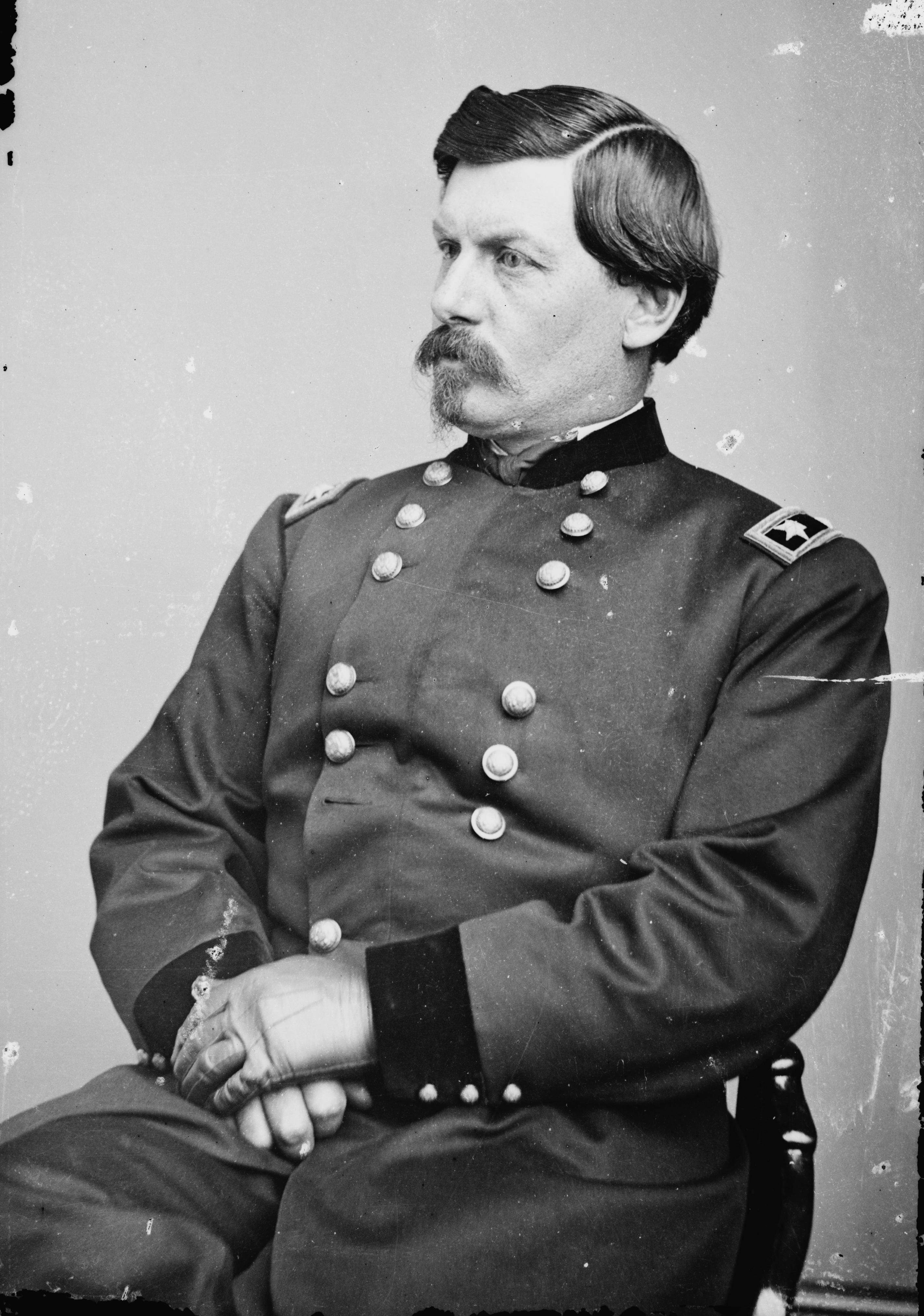
George B. McClellan

Generalmajor George B. McClellan, Oberbefehlshaber der Potomac-Armee, hatte zwischen Sommer 1861 und Anfang 1862 sein organisatorisches Talent unter Beweis gestellt und aus einer geschlagenen eine wohlstrukturierte Armee mit neuem Selbstvertrauen geformt. Die Presse hatte ihn daher zum „jungen Napoléon“ erhoben. Tatsächlich war er ein Zauderer und Perfektionist, der Risiken scheute und – selbst konfrontiert mit deutlich unterlegenen Verbänden – beständig auf weitere Verstärkungen der eigenen Truppen und bessere Vorbereitungen vor deren Einsatz drängte. McClellan neigte dazu, die numerische Stärke des Gegners zu überschätzen (häufig um ein Vielfaches) und mit der Fehlkalkulation seine mangelnde Initiative zu rechtfertigen. Dies machte ihn für Angriffe politischer Gegner anfällig, die ihm mitunter sogar Sympathien für die Sache des Südens unterstellten. Bei seinen Truppen war der charismatische General trotzdem sehr beliebt.
Als kurzzeitiger Oberbefehlshaber des US-Heeres erzielte McClellan im Winter 1861/2 eine Serie von Erfolgen auf anderen Kriegsschauplätzen, auch wenn sein persönlicher Beitrag dazu gering war. Im Westen eroberte die Union die konföderierten Festungen Fort Henry (6. Februar 1862) und Fort Donelson (16. Februar) in Tennessee und kontrollierte damit erstmals wichtige Zuflüsse zum Mississippi, einem möglichen Einfallsweg in den Süden. Der Fall von Nashville (25. Februar) festigte die Position der Union weiter. Zwischen Februar und April gelang es außerdem einer Expeditionsarmee, einen Großteil der konföderierten Häfen an der Küste North Carolinas zu erobern.
 Der Versuch mehrerer konföderierter Armeen, einen weiteren Vormarsch der Union in Tennessee zu unterbinden, endete mit einer Niederlage in der Schlacht von Shiloh (6.–7. April), der bis dahin verlustreichsten Auseinandersetzung des Bürgerkrieges. Anschließend nahmen Unionsarmeen Corinth ein, einen Eisenbahnknotenpunkt im Norden Mississippis (30. April). Der Fall konföderierter Stellungen und Städte entlang des Mississippi River wie Island No. 10 (7. April), New Orleans (24. April), Baton Rouge (9. Mai) und Natchez (12. Mai) komplettierte die Serie militärischer Erfolge der Union im Winter und Frühjahr 1862. Diese Entwicklung machte die Enttäuschungen des Jahres 1861 vergessen und erneuerte die Hoffnung vom Beginn des Bürgerkrieges, die Rebellion des Südens innerhalb weniger Wochen beenden zu können. Gleichzeitig mehrten sich in den Südstaaten die Stimmen der Pessimisten. Der konföderierte Vizepräsident Stephens erklärte bereits im Februar 1862 im privaten Kreis:

„“The Confederacy is lost.”“

„Die Konföderation ist verloren.“

### Halbinsel-Feldzug und Zweite Schlacht am Bull Run

Ablauf der Kämpfe im Norden Virginias im Sommer 1862

Von Unions-Präsident Abraham Lincoln gedrängt, in die Offensive zu gehen, entwarf General McClellan Anfang 1862 den Plan, Johnstons vermeintlich überlegene Streitmacht und die Fließgewässer Virginias zu umgehen. Dafür sollte seine Armee mit Schiffen über die Chesapeake Bay an die Ostküste des Staates transportiert werden und von dort aus auf die Hauptstadt der Konföderation marschieren. Lincoln willigte in das Vorhaben ein, obwohl er es lieber gesehen hätte, wenn McClellan die nahe Washington am Bull Run stehende Armee Johnstons angegriffen hätte, statt direkt gegen Richmond vorzugehen.

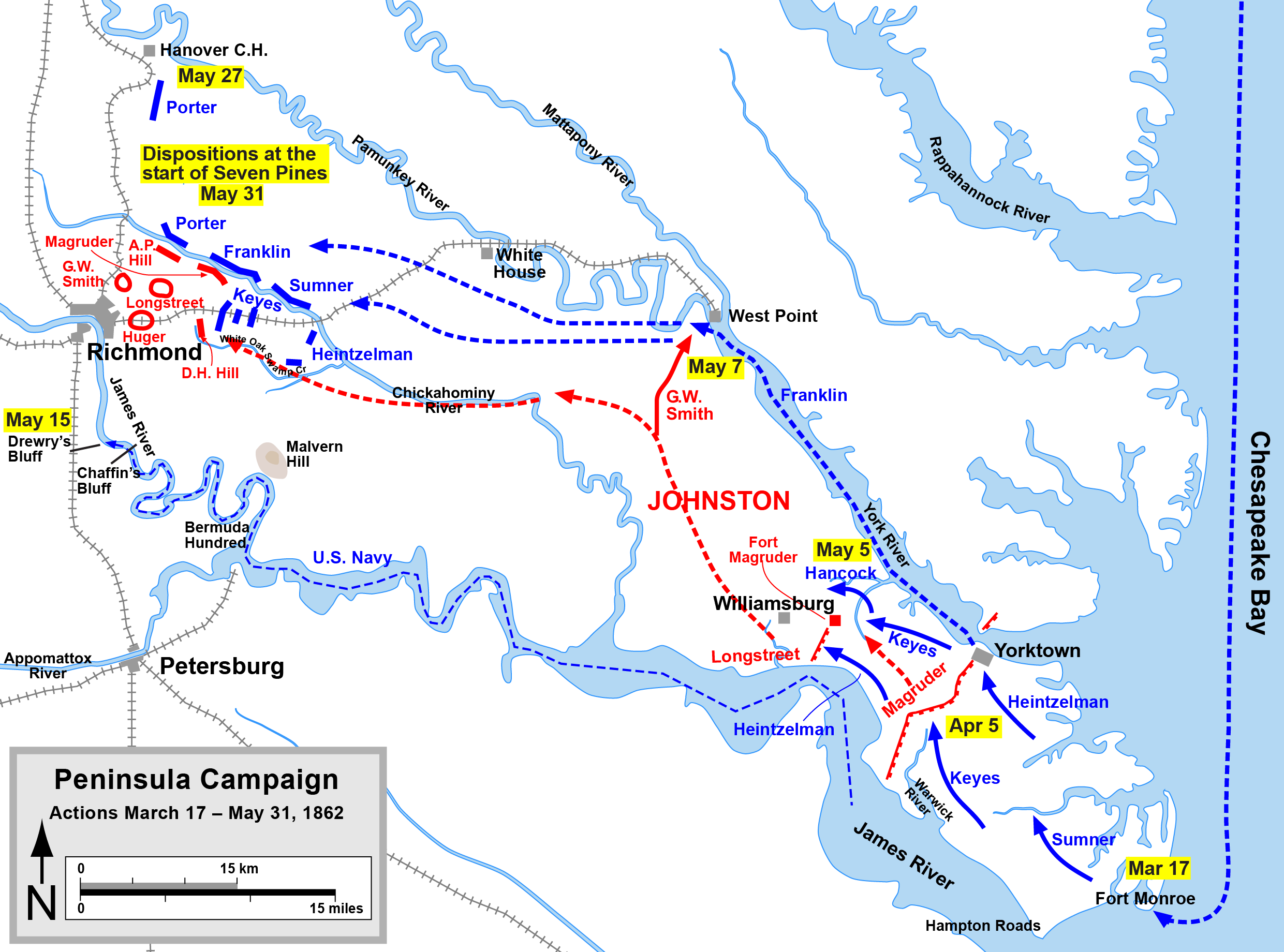
Vormarsch der Potomac-Armee auf der Virginia-Halbinsel

McClellans Feldzug begann am 17. März mit der Landung erster Einheiten der 120.000 Mann starken Potomac-Armee an der Spitze der Virginia-Halbinsel, etwa 100 Kilometer entfernt von Richmond. Der Vormarsch der Union kam mit der einmonatigen Belagerung von Yorktown (ab 5. April) aber schnell zum Stehen. Dies ließ Johnston genügend Zeit, seine nunmehr als Nord-Virginia-Armee bezeichnete Streitmacht zum Schutz Richmonds zurückzuziehen. Erst nach einem Unionssieg bei Williamsburg (5. Mai) konnte die Potomac-Armee weiter vorrücken. Richmond schien nun ernsthaft bedroht. Der Versuch Johnstons, McClellan mit einem Angriff acht Kilometer vor der Stadt aufzuhalten, scheiterte durch den unentschiedenen Ausgang der Schlacht von Seven Pines (31. Mai–1. Juni), bei der Johnston überdies schwer verwundet wurde.

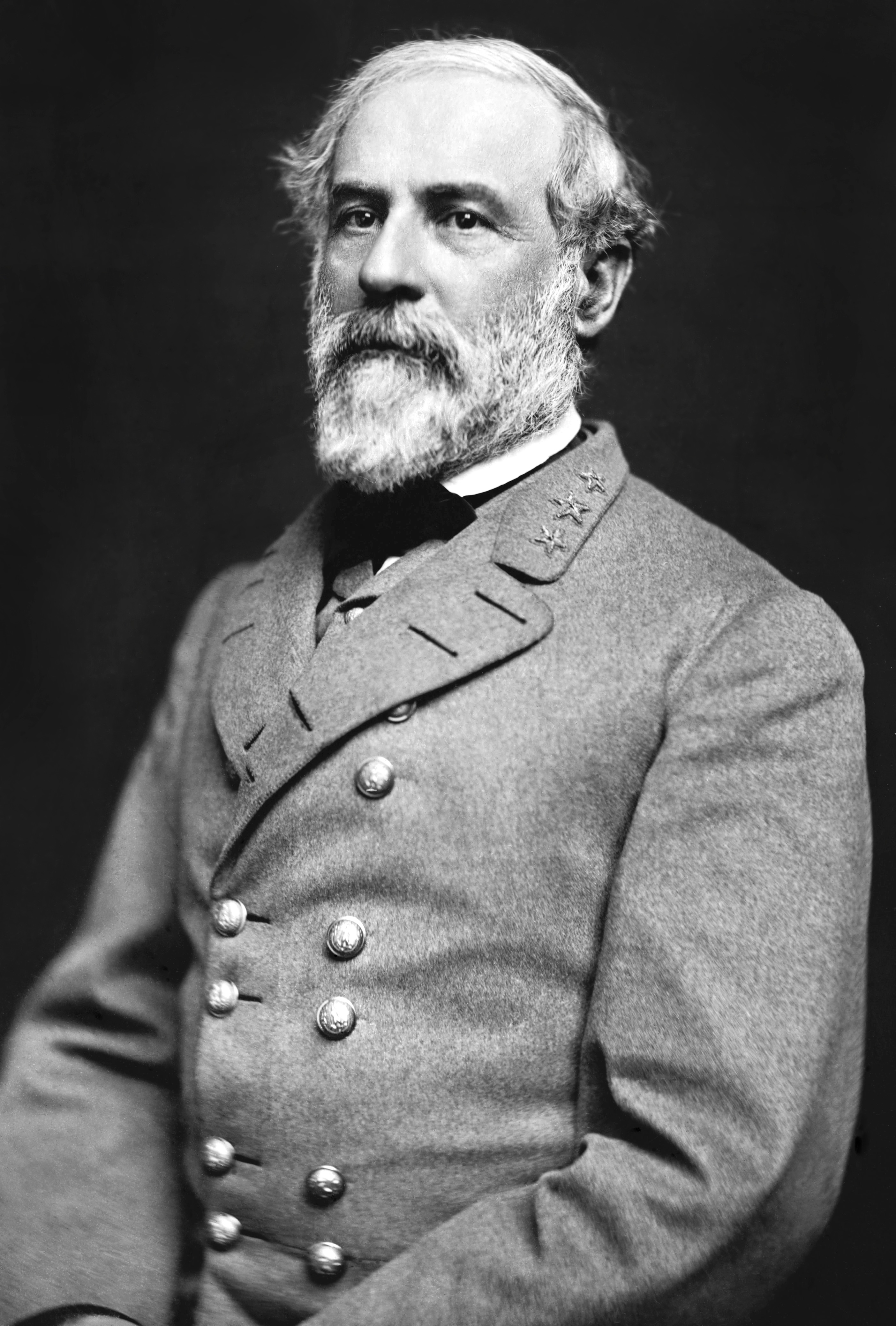
Robert E. Lee

Der Oberbefehl der Nord-Virginia-Armee ging nun auf General Robert E. Lee über. Er hatte seit März 1862 als militärischer Berater von Präsident Davis gedient und den Shenandoah-Feldzug von Generalmajor Thomas „Stonewall“ Jackson mitkonzipiert, der erste nennenswerte konföderierte Erfolge im Jahr 1862 gebracht hatte. McClellan erwartete eine defensive Einstellung Lees, dieser entschloss sich jedoch, die Unionsarmee anzugreifen. Fast alle Kämpfe der folgenden Sieben-Tage-Schlacht (25. Juni–1. Juli) resultierten aus Attacken der numerisch unterlegenen Konföderierten. Obwohl Lees komplexe Angriffspläne zumeist fehlschlugen und seine Armee hohe Verluste zu verzeichnen hatte, ließ McClellan sich durch die variantenreiche Offensive des Gegners beeindrucken. Er zog seine Truppen an den James River zurück, wo sie für den Rest des Monats Juli untätig verharrten.

McClellan forderte von Washington Verstärkungen zum Gegenangriff auf die vermeintlich 200.000 Mann umfassende Nord-Virginia-Armee – eine dreifache Überschätzung ihrer Größe. Als er seine Forderungen weiter in die Höhe schraubte, ordnete der entnervte Henry Wager Halleck, neuer Oberbefehlshaber des US-Heeres, Anfang August den Abzug von der Halbinsel an. McClellan solle seine noch über 90.000 Mann verfügende Potomac-Armee möglichst schnell mit der 40.000 Mann starken Virginia-Armee unter Generalmajor John Pope vereinigen, die inzwischen in den Norden Virginias vorgerückt war. Lincoln hatte den neuen Großverband der Union erst im Juni bilden und am Potomac aufstellen lassen, weil er die Stadt Washington aufgrund von McClellans Feldzug unzureichend geschützt sah. Der widerstrebende McClellan war unsicher, ob er oder Pope die zusammengeführte Armee kommandieren werde. Daher hoffte er insgeheim auf eine Niederlage des Konkurrenten gegen mehrere Divisionen, die Lee unter dem Kommando von Jackson zum Kampf gegen die Virginia-Armee gesandt hatte. McClellan ließ sich derweil mit der Rückverschiffung der eigenen Armee Zeit.
Jackson erzielte am 9. August in der Schlacht am Cedar Mountain einen ersten Erfolg gegen einen Teil von Popes Truppen. Angesichts des sich abzeichnenden Abzugs von McClellans Armee ließ Lee 22.000 Mann zur Verteidigung Richmonds zurück und eilte mit dem Rest der Nord-Virginia-Armee Jackson zu Hilfe. Er war entschlossen, mit seinen insgesamt 55.000 Mann Pope zur Schlacht zu provozieren, bevor dessen Virginia-Armee sich mit der gesamten Potomac-Armee vereinigen konnte.
Von Lee ausgeschickt, die Nachschublinien der Union zu unterbrechen, plünderten und zerstörten Jacksons Divisionen am 27. August in Manassas Junction ein großes Lager der Union. Pope entschied nun, mit der erwarteten Verstärkung durch vier Divisionen der Potomac-Armee und zwei aus North Carolina abgezogenen Divisionen Jackson zu stellen, bevor dieser seine Truppen wieder mit Lees vereinigen konnte. Nicht zuletzt aufgrund Popes konfuser Führung der Einheiten von drei Armeen, die nie gemeinsam gekämpft hatten, erlitten die Unionstruppen in der Zweiten Schlacht am Bull Run (28.–30. August) jedoch eine demütigende Niederlage und mussten sich über Maryland nach Washington zurückziehen. McClellan hatte trotz gegenteiliger Befehle Hallecks verhindert, dass weitere bereitstehende Divisionen der Potomac-Armee Pope zu Hilfe kamen.

## Innen- und außenpolitische Reaktionen

### „Harte“ Kriegsführung und Sklavenbefreiung
Der Umschwung der militärischen Lage zwischen März und August 1862 war dramatisch. Hatte die Union im Frühjahr gehofft, den Krieg schnell beenden zu können, hatten beide Großverbände der Union auf dem östlichen Kriegsschauplatz im Sommer empfindliche Niederlagen einstecken müssen. Das Scheitern des Halbinsel-Feldzugs wurde dabei wiederholt mit Napoléons Fiasko in Russland verglichen. Auch auf dem westlichen Kriegsschauplatz erlebte die Union im Sommer 1862 Rückschläge, wiewohl diese nicht so folgenreich waren. Die unter ihrem neuen Oberbefehlshaber Lee erstarkte Nord-Virginia-Armee drohte überdies, erstmals in die Nordstaaten vorzurücken und sogar Washington, Baltimore oder Philadelphia anzugreifen. Während in den Südstaaten nach Monaten größtenteils deprimierender Nachrichten von den Schlachtfeldern neue Zuversicht vorherrschte, verwandelte sich in den Unionsstaaten Siegesgewissheit in staunendes Entsetzen, teilweise in Panik. Im Norden verschärften sich die innenpolitischen Gegensätze, auch weil im Herbst Wahlen zum Kongress anstanden. In einem Zwiespalt befanden sich die „Kriegsdemokraten“ (War Democrats), also diejenigen Mitglieder der Demokratischen Partei, die den Krieg zwar grundsätzlich billigten, aber die Haltung der regierenden Republikaner als zu unnachgiebig kritisierten. Sie attackierten Lincoln, weil McClellan, selbst Demokrat, die angeforderten Verstärkungen nicht erhalten hatte. Viele Republikaner und sie unterstützende Zeitungen wie die New York Times zogen ihrerseits McClellans Darstellung der Kräfteverhältnisse auf der Halbinsel in Zweifel und warfen dem Oberbefehlshaber der Potomac-Armee mangelnden Kampfeswillen, eine zu schonende Behandlung der Zivilbevölkerung in Virginia oder sogar Verrat angesichts seines Verhaltens gegenüber Pope vor. Die Kritik wurde von einigen führenden Offizieren der Potomac-Armee geteilt.

Abraham Lincoln

Obwohl Präsident Lincoln tief verärgert über McClellans Untätigkeit seit der Sieben-Tage-Schlacht war, widersetzte er sich Appellen aus seinem Kabinett, den General zu entlassen oder gar vor ein Kriegstribunal zu stellen. Stattdessen bat er McClellan Anfang September, die mit den Truppen des abgesetzten Pope vereinigte Potomac-Armee weiterhin zu führen und die Stadt Washington vor der befürchteten Belagerung durch Lee zu schützen. Heftigem Widerspruch seiner Minister begegnete Lincoln mit den Worten: McClellan hat die Armee auf seiner Seite [...und] wir müssen die Werkzeuge nutzen, die wir haben.(McClellan has the army with him [...and] we must use the tools we have.)
Die Zweifel an der Loyalität McClellans waren überzogen, er missbilligte aber in der Tat den harten Kriegskurs radikaler Republikaner, denen er einen übergroßen Einfluss auf den verachteten Lincoln unterstellte. Wie fast alle Demokraten wandte McClellan sich vor allem dagegen, den Krieg um die Einheit des Landes in einen Kampf gegen die Sklaverei in den Südstaaten zu verwandeln. Mit seiner Hilfe streuten Unterstützer des Generals Gerüchte, eine effektive militärische Führung und damit ein frühzeitiger Sieg mit wenigen Verlusten und ohne Demütigung der Konföderierten würden von Männern wie Kriegsminister Edwin M. Stanton sabotiert, bis die radikaleren Kriegsziele in der Öffentlichkeit durchsetzbar seien.

Persönlich sah Lincoln Sklaverei als moralisches Übel an. Er hatte sich im ersten Jahr seiner Amtszeit aber gegen die Forderungen prominenter Abolitionisten und einzelner Parteifreunde gestellt, die Befreiung der Sklaven im Süden zum Kriegsziel zu erheben. Der Präsident fürchtete vor allem, dies werde zur Sezession der vier Sklavenstaaten führen, die der Union die Treue gehalten hatten, der Grenzstaaten Maryland, Delaware, Kentucky und Missouri. Andererseits spielte die Ausbeutung der Arbeitskraft der Sklaven eine wichtige Rolle in der Kriegswirtschaft des Südens. Schon früh hatte sich in der Unionsarmee daher die Praxis durchgesetzt, entlaufene oder in Gefangenschaft geratene Sklaven aus den Südstaaten als Kriegsbeute zu behandeln, die nicht an die „Eigentümer“ zurückgegeben werden müsse. Der republikanisch dominierte Kongress hatte dieses Verfahren am 13. März 1862 durch ein Gesetz abgesegnet. Im Verlauf des Sommers 1862 kam Lincoln aufgrund des erstarkten Widerstands der Konföderierten zu der Überzeugung, die alte Union aus Sklaven- und Nichtsklavenstaaten könne nicht wiederhergestellt werden. Die endgültige Abschaffung der Sklaverei sollte zur Grundlage einer neuen Union und die Südstaaten mit allen zur Verfügung stehenden Mitteln – einschließlich einer härteren Behandlung der Zivilbevölkerung – gezwungen werden, dies zu akzeptieren. Bei dieser Kursänderung war der Präsident entschlossen, gegenlaufende Ratschläge von Militärs wie McClellan und von Vertretern der Sklavenstaaten der Union (die er zur freiwilligen Aufgabe der Sklaverei zu überreden suchte) zu missachten. Am 22. Juli eröffnete Lincoln seinem erstaunten Kabinett, er habe sich dazu durchgerungen, eine Erklärung zur Emanzipation der Sklaven in den konföderierten Staaten (wiewohl nicht in Unionsstaaten) zu erlassen, basierend auf seinen Rechten als Oberbefehlshaber in Kriegszeiten. Fast alle Minister unterstützten den Kurswechsel, aber Außenminister William H. Seward warnte vor den möglichen diplomatischen Folgen. In Europa werde spekuliert, die Union müsse angesichts der jüngsten Rückschläge alle ihre Hoffnungen in einen Aufstand der Sklaven in den Südstaaten setzen. Daher werde eine Emanzipationserklärung vor einem größeren militärischen Sieg der Union womöglich als „letzte Maßnahme einer verbrauchten Regierung, als Ruf um Hilfe“ betrachtet werden, „unser letzter Aufschrei im Rückzug“(as the last measure of an exhausted government, a cry for help […] our last shreik [sic] on the retreat.).Angesichts der Warnung Sewards entschloss sich Lincoln, die Emanzipationserklärung vorerst zurückzustellen. Erst der siegreiche Ausgang der Schlacht am Antietam zwei Monate später gab die Gelegenheit, sie zu veröffentlichen.

### Drohende diplomatische Anerkennung der Konföderation

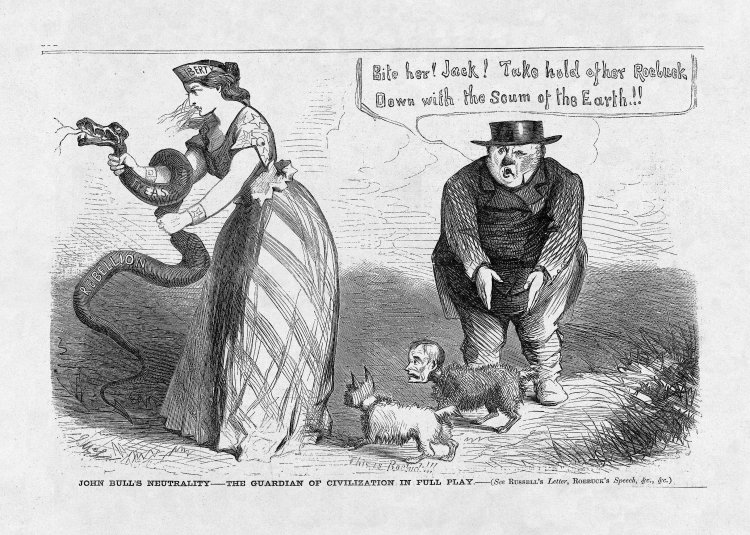
John Bulls Neutralität – Der Hüter der Zivilisation im vollen Einsatz.
London fällt der mit der Rebellion kämpfenden amerikanischen Freiheit in den Rücken.
Karikatur aus Harper's Weekly, September 1862

Die jüngsten Niederlagen der Union drohten im Sommer und Herbst 1862 schwerwiegende außenpolitische Konsequenzen für die USA zu zeitigen.
Seit Beginn des Bürgerkrieges hoffte die Konföderation auf eine Anerkennung ihrer Unabhängigkeit durch die europäischen Großmächte Großbritannien und Frankreich und sogar auf deren folgende militärische Intervention zugunsten des Südens. Die Textilindustrien beider Länder, die offiziell ihre Neutralität erklärt hatten, waren von Baumwollimporten aus den Südstaaten abhängig und die Konföderierten organisierten frühzeitig ein einseitiges Ausfuhrembargo, um wirtschaftlichen Druck auf die Europäer auszuüben. In Großbritannien fühlten sich viele führende Politiker dem „aristokratischen“ Lebensstil der Plantagenbesitzer im Süden verbunden, betrachteten die Sklavenwirtschaft aber als Schandfleck, der einer Anerkennung im Wege stand. Andererseits wurde darauf verwiesen, dass auch die Union die Abschaffung der Sklaverei nicht offiziell zum Kriegsziel erhoben habe, dies also keine zwingende Vorbedingung zur Aufnahme diplomatischer Beziehungen zur Konföderation sei.

In Europa war man skeptisch, ob es der Union gelingen könne, das riesige Territorium der Südstaaten militärisch zu unterwerfen, scheute aber ein frühzeitiges Eintreten für eine Seite. Kaiser Napoléon III. neigte zwar von Beginn an zur Anerkennung, wollte diesbezüglich jedoch nur im Einvernehmen mit der britischen Regierung handeln. In London ließ Premierminister Palmerston aber bereits 1861 durchblicken, dass die Konföderation nur dann mit einer Anerkennung rechnen könne, wenn sie ihre Überlebensfähigkeit durch Siege auf den Schlachtfeldern unter Beweis gestellt habe. Charles Francis Adams, Lincolns Botschafter in London, warnte seine Regierung wiederholt vor den bei weiteren Niederlagen der Union drohenden dramatischen Konsequenzen. Die sich zuspitzende Baumwollkrise und die Erfolge Jacksons und Lees im Shenandoah-Tal und vor Richmond erneuerten im Sommer 1862 in Europa tatsächlich die Appelle zur Anerkennung der Südstaaten. Präsident Lincoln, der den westlichen Kriegsschauplatz für bedeutender hielt als den östlichen, äußerte seinen Unmut über die seiner Ansicht nach im Ausland verzerrte Wahrnehmung der Kriegslage.
Das britische Parlament ließ sich in einer Debatte am 17. Juli nur durch eine Intervention des Premierministers davon abbringen, die Forderung nach einem Friedensschluss auf der Basis einer Teilung der USA zu erheben. Indes änderte Palmerston selbst kurz darauf seine Haltung. Am 6. August schrieb er an Königin Viktoria, Großbritannien solle bald einen Waffenstillstand vorschlagen. Am 24. September (bevor die Nachricht von der Schlacht am Antietam London erreicht hatte) verständigte er sich mit Außenminister John Russell darauf, im Oktober eine mit Frankreich abgestimmte Initiative für einen Verhandlungsfrieden zwischen Nord- und Südstaaten in Angriff zu nehmen. Falls Washington dies zurückweise, werde London die Konföderation einseitig anerkennen.

## Lees Maryland-Feldzug

### Beweggründe und Ausgangslage
Nach der Zweiten Schlacht am Bull Run bot das stark kriegsbelastete Nordvirginia keine Ressourcen, die siegreichen konföderierten Truppen für längere Zeit zu unterhalten. General Lee blieb so nur die Möglichkeit, seine Armee ins Shenandoah-Tal beziehungsweise ins innere Virginia zurückzuziehen oder sie über den Potomac nach Maryland auf Unionsterritorium zu führen. In einem Schreiben an Jefferson Davis trat Lee am 3. September 1862 für letztere Option ein und begann, in fester Erwartung einer positiven Antwort des Präsidenten, bereits am folgenden Tag mit seiner Armee den Übergang über den Grenzfluss. Je länger der Krieg andauerte, so Lees Überzeugung, desto stärker kämen die strukturellen Vorteile der Union wie die höhere Bevölkerungszahl und das Vorhandensein moderner Industrie zum Tragen. Daher müsse die konföderierte Armee einen entscheidenden Schlag durchführen, bevor es zu spät sei.
Lee wusste, dass Politiker und Zeitungen in Virginia seit längerem dafür eintraten, den Krieg in den Norden zu tragen. Neben dem psychologischen Aspekt, der Union und den europäischen Mächten die Lebensfähigkeit der Konföderation zu demonstrieren, versprach er sich auch konkrete politische Ergebnisse der Fortsetzung seiner Offensive: Er hoffte darauf, dass die Bevölkerung des Sklavenstaates Maryland seine Truppen als Befreier vom „Joch des Nordens“ willkommen heißen und kampffähige Männer der Nord-Virginia-Armee beitreten würden. Um dies zu befördern, ließ Lee seine Truppen beim Marschieren das (zur Melodie von „O Tannenbaum“ gesungene) Propagandalied Maryland, My Maryland anstimmen, in dem die Bevölkerung des Staates aufgerufen wurde, sich der Konföderation anzuschließen. Lee spekulierte außerdem, der Einfall im Norden könnte die Position der Republikaner schwächen, die Wahl von zunehmend auf ein Ende des Krieges plädierenden „Friedensdemokraten“ („Peace Democrats“), auch als „Kupferköpfe“ („Copperheads“) bekannt, in den Kongress fördern und damit eine einvernehmliche Auflösung der Union vorbereiten. Wenn der Feldzug erfolgreich verlief, wäre ein Vorrücken nach Pennsylvania möglich, wo Lee beabsichtigte, eine wichtige Eisenbahnbrücke über den Susquehanna zu zerstören, um so die Verbindungslinie zum westlichen Kriegsschauplatz zu kappen. Unterdessen werde ein konföderierter Feldzug im Norden einen neuen Einfall der Union in Virginia verhindern und dort den Ausbau von Verteidigungslinien und das ungestörte Einbringen der Ernte ermöglichen. Wegen der starken numerischen Überlegenheit der Potomac-Armee, die sich nach Washington zurückgezogen hatte, plante Lee indes nicht die im Norden befürchtete Belagerung der Hauptstadt der Union.

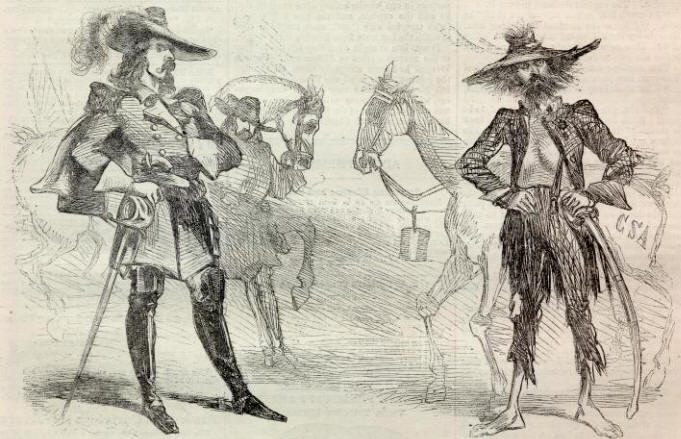
Der ritterliche Rebell
Dichtung und Wahrheit in ‚My Maryland‘
Karikatur aus Harper's Weekly, Oktober 1862

Die Hoffnung auf Rückhalt der Nord-Virginia-Armee in Maryland erwies sich bald als trügerisch. Im Westen des Staates, wo der Vormarsch erfolgte, gab es nur wenige Sklaven und die Bevölkerung (oft deutscher Herkunft) war größtenteils unionistisch eingestellt. Das Auftreten von Lees Armee trug nicht dazu bei, diese Haltung zu ändern. Nach monatelangen Märschen und Kämpfen waren die Soldaten ausgehungert und schmutzstarrend, ihre Uniformen zerlumpt, oftmals trugen sie nicht einmal Schuhe. Der Verzehr von unreifem Mais und Obst von den Feldern und Gärten Marylands verursachte bei vielen Männern abstoßenden Durchfall. Der Zustand der Nord-Virginia-Armee war so schlecht, dass innerhalb einer Woche fast ein Fünftel der Soldaten (10.000 von 55.000) desertierte, um sich zurück nach Virginia zu schlagen. Dazu trug bei, dass viele konföderierte Soldaten die Verteidigung ihrer Heimat zwar unterstützten, eine Offensive im Norden aber ablehnten. Drakonische Strafen konnten den Aderlass nur teilweise stoppen. Plünderungen taten ein Übriges, Marylander gegen die Konföderierten aufzubringen. Das erbärmliche Erscheinungsbild von Lees Armee entwickelte sich zum beliebten Thema von Kommentatoren und Karikaturisten im Norden.
Auf Unionsseite zahlte sich unterdessen – zumindest kurzzeitig – Lincolns Vertrauen in McClellan aus. Dem bei den Truppen nach wie vor beliebten General gelang es in begrenzter Zeit, die Streitkräfte der Union neu zu organisieren, die am Bull Run geschlagenen Divisionen in die Potomac-Armee einzugliedern und diese wieder für einen Feldzug vorzubereiten. Am 7. September, nur zehn Tage nach Bull Run, verließen die ersten von McClellans Einheiten Washington, um die Nord-Virginia-Armee zu stellen. Die zunächst gedämpfte Stimmung in den Reihen hob sich angesichts der freundlichen, zuweilen enthusiastischen Begrüßung durch die Bevölkerung in Maryland, mit der man nicht gerechnet hatte. Bisher hatte die Potomac-Armee hauptsächlich auf feindlichem Gebiet operiert und Unterstützung durch die lokale Bevölkerung war für die meisten Unionssoldaten eine neue Erfahrung.

### „Lees verlorene Befehle“ und erste Gefechte

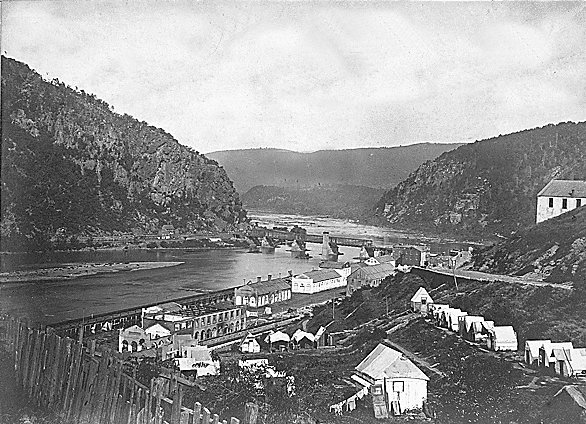
Zur Belagerung der Garnison in Harpers Ferry an Potomac (links) und Shenandoah (Mitte rechts) teilte Lee seine Armee auf

Der Vormarsch der Nord-Virginia-Armee in Maryland isolierte zwei Orte im westlichen Virginia mit wichtigen Unionsgarnisonen: Harpers Ferry (mit 10.500 Soldaten) an der Mündung des Shenandoah in den Potomac sowie Martinsburg (mit 2500 Soldaten) weiter westlich. McClellan wollte, dass die Besatzung die Stützpunkte räumte und sich der Potomac-Armee anschloss, ein Schritt, den Lee erwartete. Armeeoberbefehlshaber Halleck untersagte jedoch die Evakuierung. Lee entschloss sich daraufhin, die Unionsgarnisonen im Rücken seiner Armee anzugreifen, auch weil er in Harpers Ferry Nahrungsmittel und Ausrüstung in großen Mengen zu erbeuten hoffte.

Am 9. September erließ Lee in Frederick seinen „Sonderbefehl Nr. 191“, mit dem er seine Armee in vier Teile aufbrach. Drei Divisionen unter „Stonewall“ Jackson sollten einen großen Bogen über Martinsburg schlagen und Harpers Ferry vom Westen her angreifen. Divisionen unter Generalmajor Lafayette McLaws und Brigadegeneral John George Walker sollten die Hügel östlich (in Maryland) bzw. südlich der Ortschaft (in Virginia) einnehmen und die Garnison von dort mit Artillerie beschießen. Lee wollte mit den restlichen Einheiten westlich von Frederick zwischen Hagerstown und dem Bergzug South Mountain die Stellung in Maryland halten. Nach Lees optimistischer Planung sollten sich die vier Armeeteile bereits nach drei Tagen wieder zusammenschließen. Wie so häufig ging Lee mit dieser Aufteilung einer schwächeren Armee ein großes Risiko ein. Er vertraute indes auf die in den vergangenen Monaten demonstrierte Zaghaftigkeit McClellans und nahm an, die Potomac-Armee werde vor Ablauf von drei bis vier Wochen nicht wieder einsatzbereit sein.

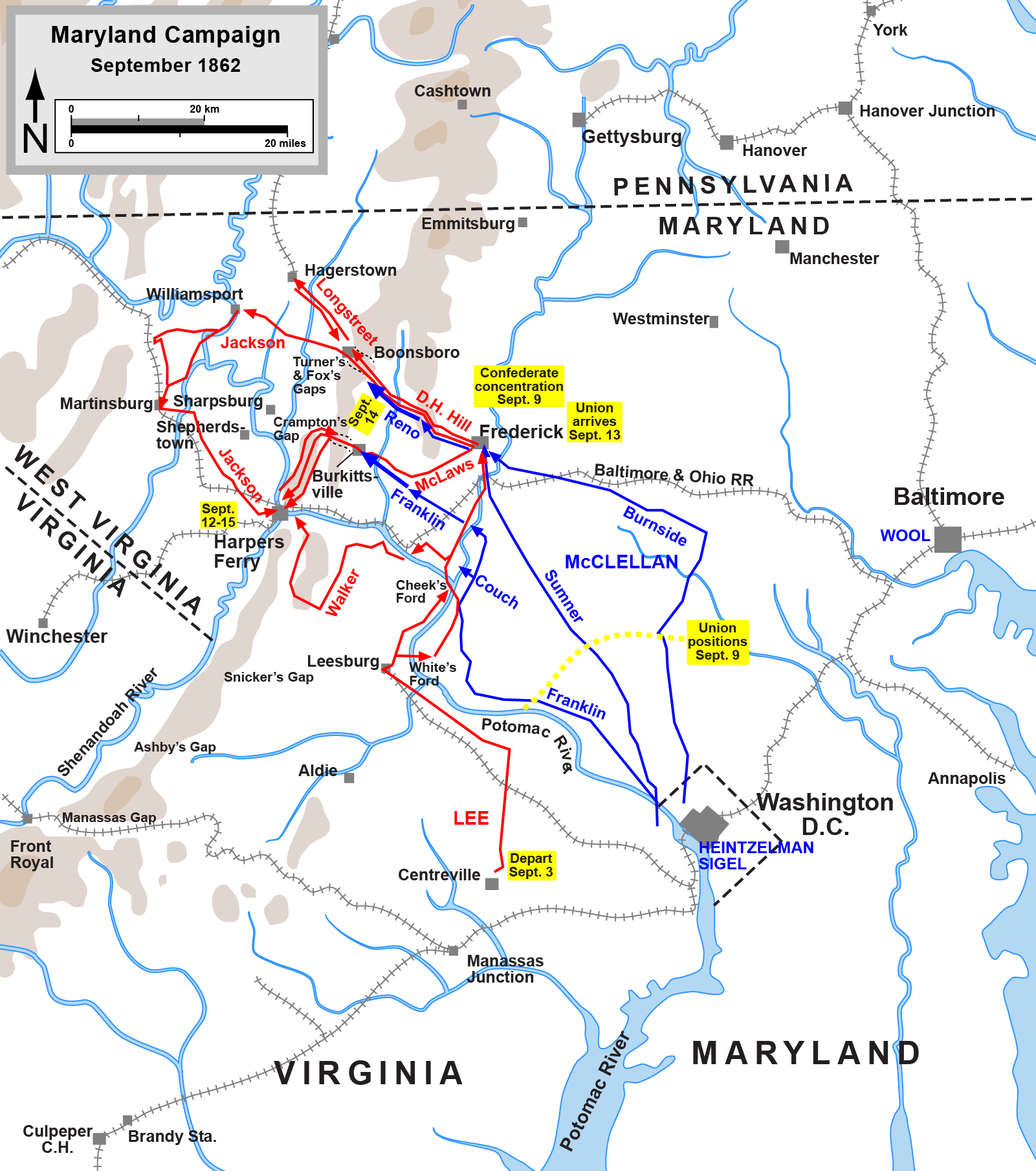
Maryland-Feldzug bis zum 15. September 1862

McClellans Armee erreichte Frederick jedoch bereits am Morgen des 13. September, drei Tage nach Lees Abzug, und wurde von der Einwohnerschaft stürmisch gefeiert. Ein außerhalb der Ortschaft rastender Unteroffizier stieß kurz nach der Ankunft auf eine an den konföderierten Generalmajor D. H. Hill adressierte Kopie von Lees „Sonderbefehl Nr. 191“, die als Packpapier um drei Zigarren gewickelt und achtlos im Gras liegen gelassen worden war. Bedeutung und Echtheit des Papiers wurden alsbald erkannt und „Lees verlorene Befehle“ („Lee's Lost Orders“) zu McClellan gebracht. Dem Oberbefehlshaber der Potomac-Armee bot sich eine einmalige Chance: Sollte er seine Armee schnell genug in Marsch setzen, war es möglich, die verschiedenen Teile von Lees Armee getrennt zu stellen und zu schlagen. In einem Telegramm an Präsident Lincoln verkündete McClellan: „Ich habe die Pläne der Rebellen und werde sie in ihrer eigenen Falle schnappen.“(Im Original: “I have the plans of the rebels, and will catch them in their own trap.”)
Der zögerlich handelnde McClellan ließ aber 18 Stunden verstreichen, bevor er seine Armee in Bewegung setzte. Zudem erfuhr Lee über einen Zuträger von Generalmajor J.E.B. Stuart, dem Kommandeur seiner Kavallerie, sehr bald von ungewöhnlicher Aktivität im Hauptquartier McClellans. Er erwartete nun einen Vorstoß auf die drei Pässe am South Mountain. Es blieb ihm genügend Zeit, die konföderierten Stellungen dort so zu verstärken, dass in den Gefechten am South Mountain am 14. September das Vordringen von zwei Unionskorps bis zum Einbruch der Nacht aufgehalten werden konnte. Lediglich am südlichen Pass gelang dem VI. Korps der Union unter Generalmajor William B. Franklin am Nachmittag der Durchbruch.
Die Nord-Virginia-Armee verlor am South Mountain fast ein Viertel ihrer Soldaten, die nicht bei Harpers Ferry standen. Die Verluste waren so groß und die Aussicht, die restlichen Pässe weiter verteidigen zu können, so gering, dass Lee noch am Abend des 14. September beschloss, den Maryland-Feldzug abzubrechen und am folgenden Tag bei der kleinen Ortschaft Sharpsburg den Potomac nach Virginia zu überqueren. McClellan telegrafierte nach Washington, seine Armee habe einen glorreichen Sieg errungen und die Konföderierten zögen sich in Panik zurück. Lincoln antwortete am 15. September: „Gott segne Sie und alle, die bei Ihnen sind. Falls möglich, vernichten Sie die Armee der Rebellen.“(“God bless you, and all with you. Destroy the rebel army, if possible.”)
Franklin konnte McClellans Auftrag, der bedrohten Garnison in Harpers Ferry zu Hilfe zu kommen, aufgrund seines langsamen Vorgehens nicht erfüllen. Die Besatzung kapitulierte am Morgen des 15. September gegenüber Jackson, drei Tage später als Lee kalkuliert hatte. Es handelte sich um die größte Kapitulation von Unionstruppen während des Bürgerkrieges. Zur „Beute“ Jacksons gehörten auch mindestens 500 aus der Sklaverei Geflohene, die nun zurück in den Süden verschleppt wurden. Einer Kavallerieeinheit der Union, der am 14. September der Ausbruch aus Harpers Ferry gelungen war, fiel unterdessen Munitionsnachschub der Konföderierten in großem Umfang in die Hände, den sie anschließend nach Pennsylvania in Sicherheit brachten.

## Aufeinandertreffen bei Sharpsburg

### Aufmarsch beider Armeen

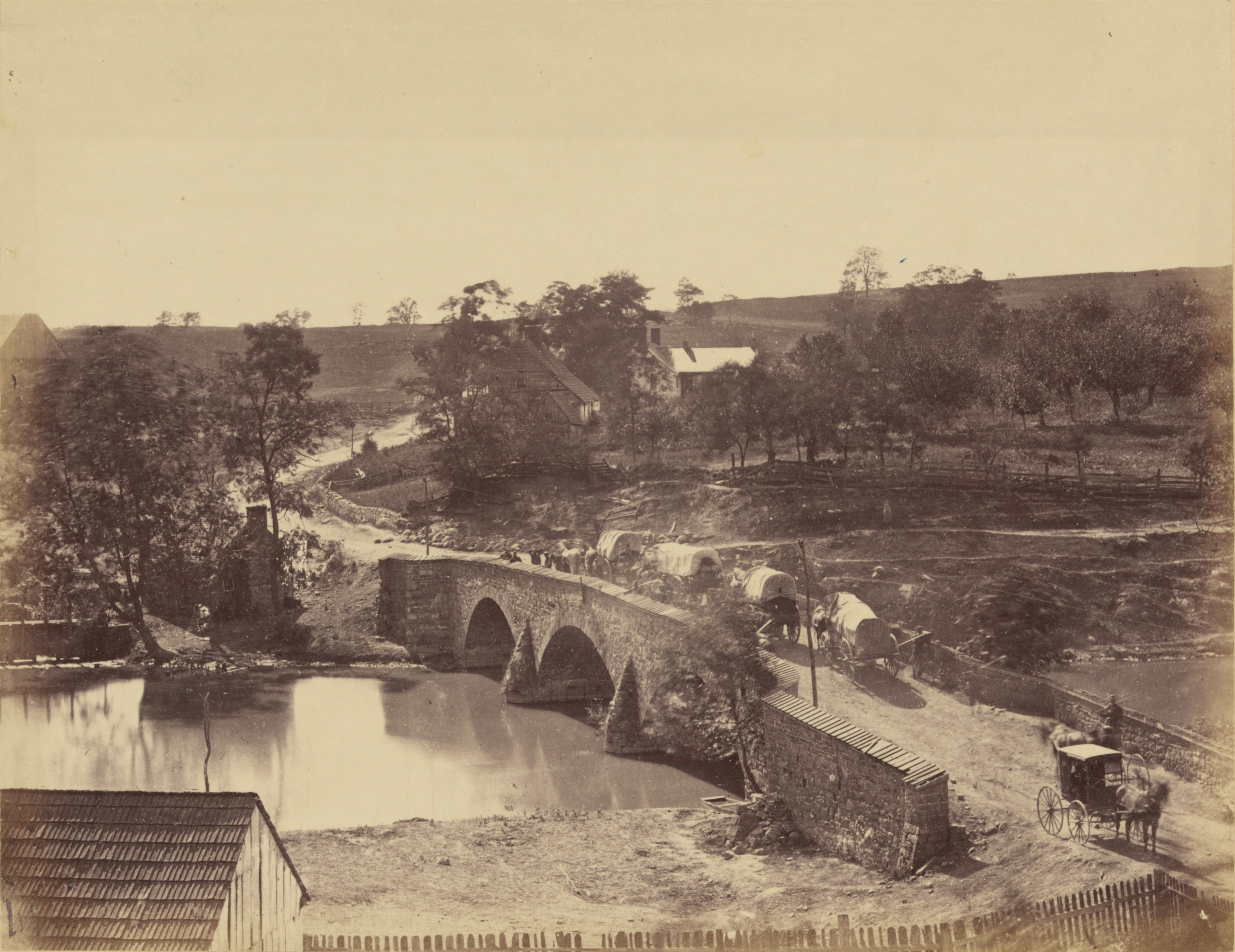
Mittlere Brücke über den Antietam bei Sharpsburg, 1862

General Lee erreichte mit seinen Truppen am frühen Morgen des 15. September Sharpsburg. Dort erhielt er eine verspätete Nachricht Jacksons, in der vom bevorstehenden Fall von Harpers Ferry die Rede war. Augenblicklich änderte Lee seine Haltung zum Rückzug aus Maryland und beschloss, sich der Potomac-Armee bei Sharpsburg zum Kampf zu stellen. Er vertraute drauf, dass die anderen konföderierten Einheiten rechtzeitig dorthin marschieren könnten. Lee schlug sein Hauptquartier in einem Zelt westlich der Ortschaft auf und platzierte seine Truppen in einer Linie von etwa 6,5 Kilometern Länge auf einer Hügelkette östlich von Sharpsburg, wo der Anmarsch der Potomac-Armee zu erwarten stand. Ein in nord-südlicher Richtung in gewundener Linie verlaufendes, baumgesäumtes Flüsschen, der Antietam, würde hier als natürliches Hindernis das Vorrücken der Unionssoldaten erschweren. Allerdings war der Antietam an einigen Stellen nur etwa 18 Meter breit, teilweise seicht und durchwatbar und wurde von drei Steinbrücken überquert, die je 1,5 Kilometer voneinander entfernt lagen.

Die Hügel boten eine günstige, wenn auch nicht perfekte Verteidigungsposition. Südwestlich von Sharpsburg zogen sich Steilhänge mit guten Verteidigungspositionen bis nahe an den Antietam heran. Nordöstlich der Ortschaft öffnete sich das Gelände, die Hügel liefen flacher aus und bis zum Antietam hin erstreckten sich Felder und Wiesen, die, abgesehen von einigen dazwischen liegenden Wäldchen, ein freies Schussfeld garantierten. Entlang der konföderierten Linien boten Zäune, Vorsprünge aus Kalkstein und natürliche oder künstliche Vertiefungen im Gelände den Soldaten Deckung. Westlich der Stellungen verlief außerdem ein gut ausgebauter Weg, der Hagerstown Turnpike, über den gegebenenfalls Truppenverschiebungen erfolgen konnten.

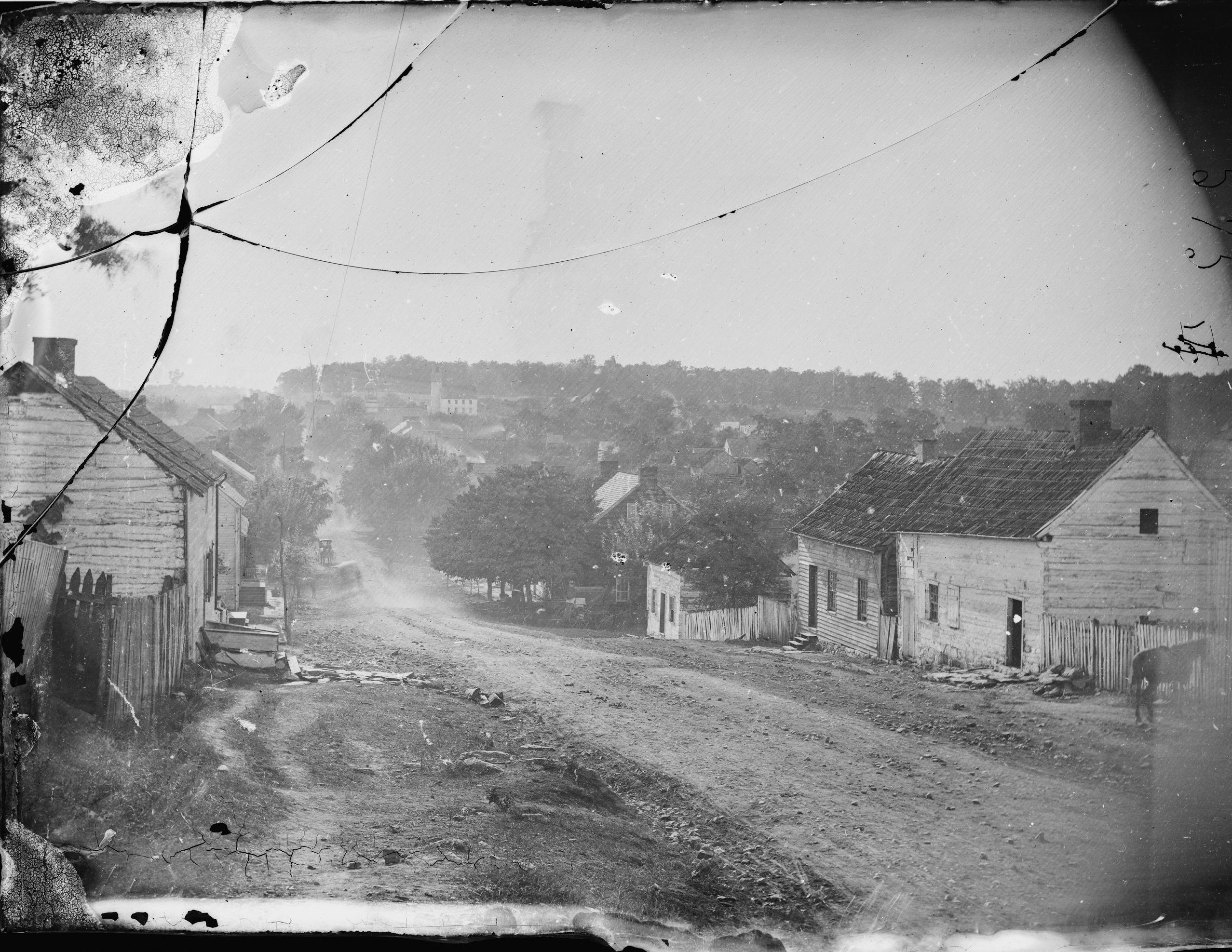
Hauptstraße in Sharpsburg
September 1862

Trotz dieser allgemein günstigen topographischen Bedingungen ging Lee bei Sharpsburg ein großes Risiko ein. Im Rücken seiner Armee floss der Potomac und es blieb wenig Raum zum Manövrieren. Im Falle eines Rückzugs hätte der Nord-Virginia-Armee außerdem nur eine einzige Furt zur Verfügung gestanden – Boteler's Ford auf dem Weg zur Ortschaft Shepherdstown in Virginia, südwestlich von Sharpsburg. Um seinen Maryland-Feldzug zu retten, war Lee jedoch bereit, erneut ein Risiko auf sich zu nehmen. Lee erfuhr gegen Mittag des 15. September vom Fall von Harpers Ferry, 20 Kilometer südlich von Sharpsburg. Er hoffte, dass Jacksons Divisionen nun eiligst losmarschierten, um die geschwächte Hauptstreitmacht der Nord-Virginia-Armee zu verstärken. Zunächst jedoch standen Lee bei Sharpsburg nur zwei Divisionen unter dem Kommando von Generalmajor James Longstreet und die Division von Generalmajor D.H. Hill zur Verfügung – insgesamt etwa 18.000 Mann. Der Besorgnis seiner Offiziere, mit dieser Truppenzahl der mehr als dreimal so starken Potomac-Armee hoffnungslos unterlegen zu sein, begegnete Lee mit der Prognose, der vorsichtig agierende McClellan werde vor Beginn des übernächsten Tages nicht angreifen.

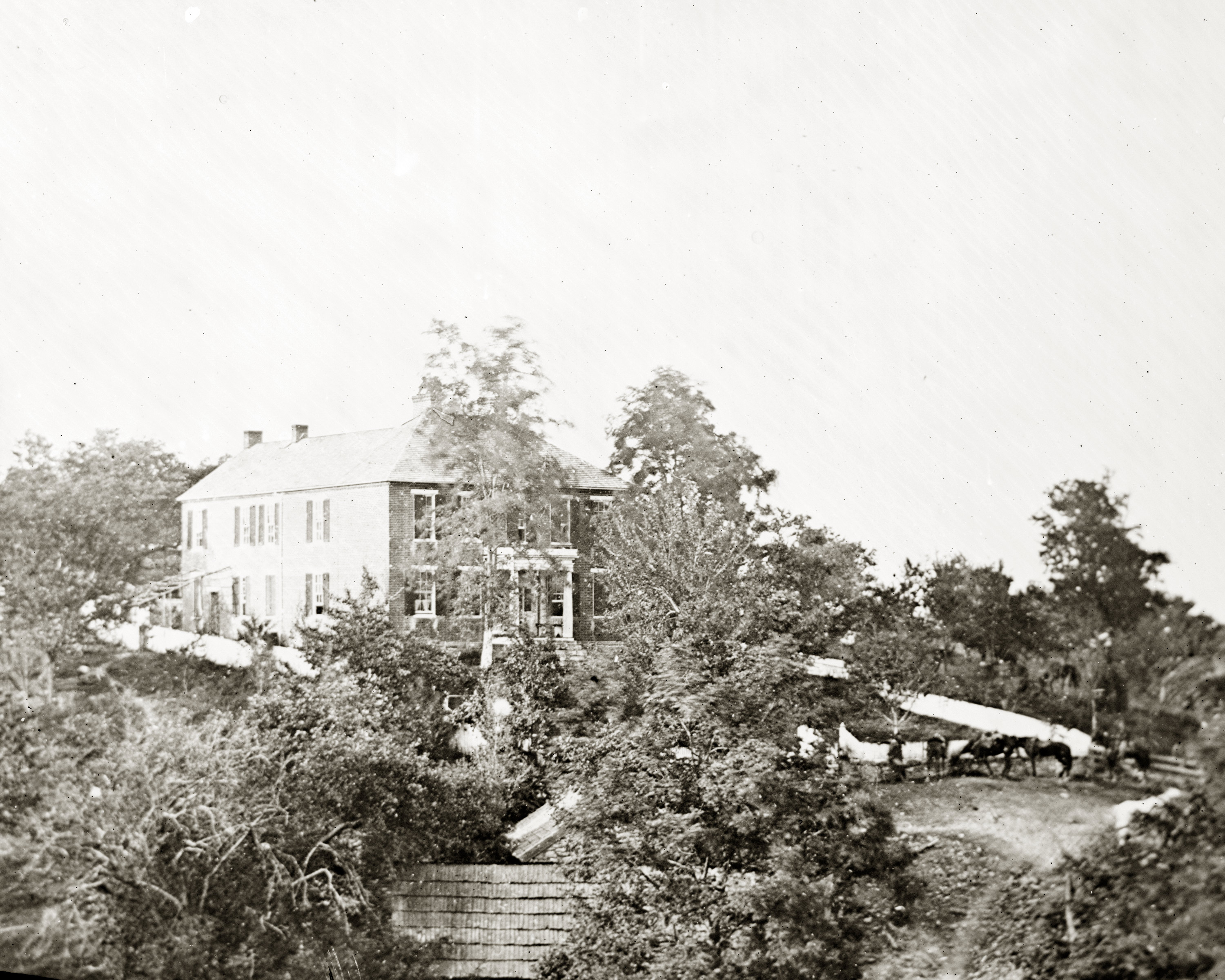
Das Haus von Phillip Pry östlich des Antietam diente McClellan als Hauptquartier

Lee sollte recht behalten. Eine Vorhut der Potomac-Armee erreichte die Umgebung von Sharpsburg zwar am Nachmittag des 15. September, es dauerte jedoch den ganzen folgenden Tag, bis McClellans gemächlich vorgehende Truppen ihre Positionen am Antietam bezogen hatten. Gegen Mittag des 16. September begannen die ersten konföderierten Truppen, die an der Belagerung von Harpers Ferry teilgenommen hatten, in Sharpsburg einzutreffen. Zu diesem Zeitpunkt standen den 69.000 Unionssoldaten, die sich in einem Umkreis von 10 Kilometern östlich von Sharpsburg befanden, erst 25.000 Konföderierte gegenüber. McClellan unterstellte jedoch, dass Lee über die dreifache Anzahl an Soldaten verfügen könne.

McClellan bezog als Hauptquartier das Haus des wohlhabenden Farmers Phillip Pry, das auf einer Anhöhe östlich des Antietam lag. Von hier aus konnte er die nördlichen und mittleren Teile des späteren Schlachtfeldes mit Teleskopen überblicken. Den Kontakt mit seinen Kommandeuren gedachte er mit Hilfe von Fahnensignalen zu halten, die von einem Holzturm aus übermittelt werden sollten. McClellan verbrachte fast den ganzen 16. September damit, einen Angriff für den folgenden Morgen vorzubereiten, verzichtete aber darauf, die Stellungen der Nord-Virginia-Armee hinreichend auskundschaften zu lassen, weshalb ihm Lees Schwäche entging. Außerdem kümmerte McClellan sich persönlich um Details des Nachschubtransports und der Aufstellung der Truppen, wobei weitere kostbare Zeit verstrich.

### McClellans Schlachtplan und dessen Umsetzung

Karte aller Operationen in der Schlacht am Antietam

General McClellan beabsichtigte, den Hauptschlag an der linken Flanke der Nord-Virginia-Armee, nordöstlich von Sharpsburg, zu führen. Die konföderierten Stellungen auf der Hügelkette bogen hier in einer westlichen Schleife zum Potomac ab und dies ließ den Unionstruppen genügend Raum zum Überqueren des Antietam und zum Vormarsch im offenen Gelände zwischen Flüsschen und Hügeln. Angreifen sollten vier Divisionen des I. Korps der Potomac-Armee unter Generalmajor Joseph Hooker und zwei Divisionen des XII. Korps unter Brigadegeneral Joseph K. Mansfield. Die drei Divisionen des II. Korps unter Generalmajor Edwin V. Sumner hatten sich östlich des Antietam bereitzuhalten, um die Angreifer gegebenenfalls zu unterstützen.
Zeitgleich sollten die vier Divisionen des IX. Korps unter Generalmajor Ambrose E. Burnside im Süden die rechte Flanke der Konföderierten attackieren, um vom Hauptschlag im Norden abzulenken. McClellan erwartete, dass Burnsides Truppen sich über den Antietam vorkämpften und nach Möglichkeit in einer Flügelbewegung die Nord-Virginia-Armee umgingen und Lees mögliche Rückzugsroute über den Potomac an Boteler's Ford versperrten. Wenig Aufmerksamkeit widmete McClellan dem Zentrum der konföderierten Stellungen vor Sharpsburg, wo die mittlere Steinbrücke in Reichweite gegnerischer Artillerie lag und daher schwierig zu überqueren war. Die drei Divisionen des V. Korps unter Generalmajor Fitz John Porter sollten sich östlich des Antietam als Reserve bereithalten, um im Falle eines Durchbruchs der Unionstruppen im Norden oder im Süden des Schlachtfeldes hier anzugreifen. Die gleiche Funktion wies McClellan den drei Divisionen des VI. Korps unter Generalmajor Franklin zu, die im Laufe des 16. September am Antietam eintreffen sollten, sowie der Kavalleriedivision unter Brigadegeneral Alfred Pleasonton, die zu Mansfields Korps gehörte.
McClellans Schlachtplan war im Großen und Ganzen gut durchdacht, erforderte aber eine Koordination der Operationen auf Korps- und Divisionsebene, die nicht stattfand. Hierfür war McClellan persönlich verantwortlich. Im Gegensatz zu General Lee hielt er sich zumeist in der Nähe seines Hauptquartiers auf, weit entfernt vom Schlachtgeschehen, und konnte daher nur verspätet auf Ereignisse vor Ort reagieren. Statt bei der üblichen Gliederung der Potomac-Armee in drei Flügel zu bleiben, veränderte er die Befehlsstruktur zwei Tage vor der Schlacht so, dass alle Korpskommandeure ihm persönlich zu berichten hatten, ihre Operationen aber auch dann nicht untereinander abstimmen mussten, wenn sie ihre Truppen auf dem gleichen Teil des Schlachtfeldes einsetzten. Angeblich motivierten Rivalitäten unter den Generälen der Union die neue Struktur. Das Problem verschärfte sich, weil McClellan nur Einzelbefehle ausgab, jedoch keinen Generalbefehl zur Erläuterung des Zusammenhangs aller Operationen.

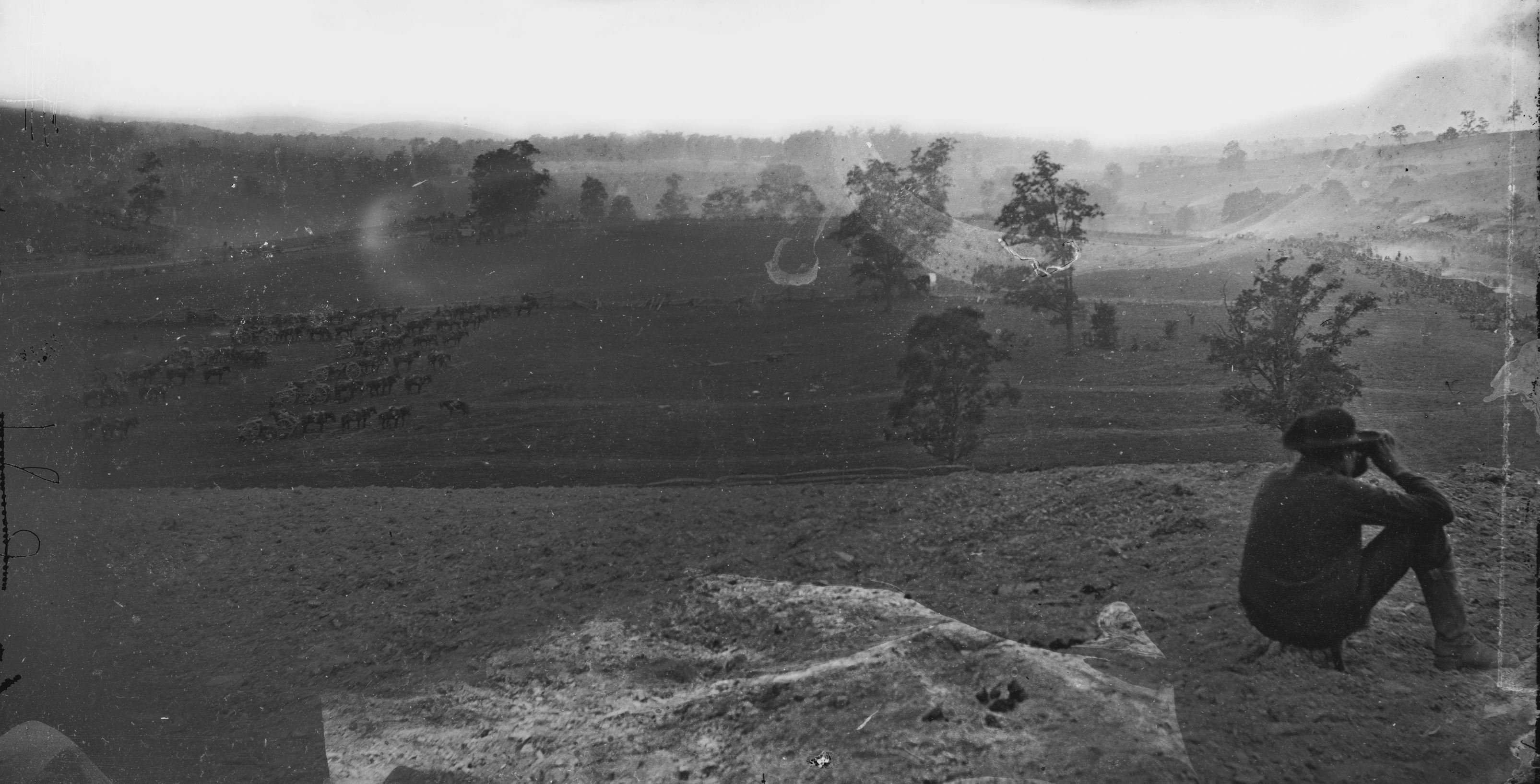
Schlachtfeld bei Sharpsburg am 17. September 1862

Die fehlende Koordination führte dazu, dass in der Schlacht am Antietam niemals mehr als 20.000 Unionssoldaten gleichzeitig eingesetzt wurden und Lee stets genügend Zeit blieb, eigene Truppenteile zur Abwehr von Angriffen zu verlagern. 20.000 Soldaten der Union, mehr als ein Viertel der zur Verfügung stehenden 75.000 Mann, wurden überhaupt nicht im Kampf eingesetzt. Dass McClellan Pleasontons Kavalleriedivision im Zentrum in Reserve hielt und sie nicht zur Aufklärung und Sicherung an seinen Flanken einsetzte, erwies sich als weiteres schweres Versäumnis.

Wegen dieser strukturellen und taktischen Fehler wurde die Zwei-zu-Eins-Überlegenheit der Union in der Schlacht fast vollständig aufgehoben. Die Vorsicht McClellans resultierte – wie so häufig – aus der Fehlkalkulation der Lee am Antietam zur Verfügung stehenden Truppen. Unionsoffiziere schätzten die Stärke der Nord-Virginia-Armee bei Sharpsburg auf bis zu 130.000 Mann.

### Verlauf der Schlacht am Antietam

#### Gefecht am Vorabend
Auf Befehl McClellans überquerte das I. Korps unter Hooker gegen 4 Uhr am Nachmittag des 16. September den Antietam. Die Truppen nutzten dafür die nördliche Steinbrücke und nahe gelegene Furten, die außerhalb der Reichweite der konföderierten Artillerie lagen. Eigentlich sollten nur die Stellungen für den bevorstehenden Angriff bezogen werden, aber Brigadegeneral George G. Meades Division traf in einem Wäldchen (auf Militärkarten dann als „East Woods“ bezeichnet) am nordöstlichen Rand des späteren Schlachtfeldes auf vorgelagerte konföderierte Truppen unter Brigadegeneral John B. Hood. Ein heftiger Schusswechsel folgte, bei dem auch Artillerie eingesetzt wurde. Es gab auf beiden Seiten Verluste. Mit Einbruch der Dunkelheit ließen die Kämpfe nach, das Artilleriefeuer wurde jedoch fortgesetzt, um den Aufmarsch von McClellans Armee zu decken. Das Gefecht brachte der Union keinerlei Vorteil, verriet Lee jedoch, wo er am Morgen McClellans Angriff zu erwarten hatte und Stellungen verstärkt werden mussten. Auch McClellan setzte die Vorbereitungen des Angriffs in der Nacht fort und befahl gegen Mitternacht dem XII. Korps unter Mansfield, ebenfalls den Antietam zu überqueren, um Hookers Korps zu unterstützen.

Beide Oberbefehlshaber befahlen den in der Umgebung von Harpers Ferry verbliebenen Divisionskommandeuren, mit ihren Truppen eiligst nach Sharpsburg zu marschieren. Lees Order gingen an Generalmajor McLaws, an Generalmajor Richard H. Anderson sowie an Generalmajor A.P. Hill, dessen Light Division noch in Harpers Ferry stand, um dort gefangen genommene Unionssoldaten zu bewachen und die gemachte Beute zu sichern. McClellan befahl Generalmajor Franklin, zwei seiner drei Divisionen heranzuführen. Das Eintreffen aller Verstärkungen bis zum kommenden Nachmittag bedeutete, dass die Potomac-Armee es am 17. September mit Lees gesamter, höchstens 40.000 Mann starker Nord-Virginia-Armee aufnehmen musste, wiewohl der numerische Vorteil der Union immerhin noch 2:1 betrug. McClellan hatte am 16. September seine zweite Chance verpasst, Lees geteilter Armee einen vernichtenden Schlag zuzufügen.
Die Truppen beider Seiten verbrachten eine unruhige Nacht, gestört von gelegentlichen Schusswechseln und von leichtem Nieselregen. Die rund 1300 Einwohner von Sharpsburg versuchten unterdessen, sich und ihren Besitz in Sicherheit zu bringen. Viele fanden Schutz in den Kellern ihrer Häuser oder in einer großen Höhle am Potomac. Bauern unternahmen das ihnen Mögliche, um Nutzvieh aus den Gebieten wegzuführen, wo am nächsten Tag Kämpfe drohten.

#### Morgen: Dunker-Kirche und Maisfeld

Angriff der Iron Brigade beim Antietam (Lithografie nach einem Gemälde von Thure de Thulstrup)

Karte der Operationen im Norden des Schlachtfeldes
Stand gegen 7 Uhr

Die eigentliche Schlacht am Antietam begann im Morgengrauen des 17. September gegen 5:30 Uhr, als General Hookers I. Korps auf die linke Flanke der Konföderierten vorrückte, wo sich der Großteil von Jacksons II. Korps auf Höhe eines weiteren Wäldchens (West Woods) verteilte. Von dort zogen sich die konföderierten Stellungen in einem Bogen bis ins Gelände jenseits des Hagerstown Turnpike. Jackson standen zu diesem Zeitpunkt etwa 7.700 Mann zur Verfügung, Hooker etwa 1000 Mann mehr. Der Angriff der Unionstruppen erfolgte aus nördlichen und nordöstlichen Stellungen entlang des Hagerstown Turnpike und zielte auf eine Artilleriestellung der Südstaatler, die sich östlich dieses Weges auf einem Plateau befand. Westlich des Hagerstown Turnpike stand in der Nähe eine kleine Kirche, die von der aus Deutschland stammenden pietistischen und pazifistischen Sekte der Dunker (= Täufer, vom deutschen Tunker) errichtet worden war. Am Morgen des Angriffs erschwerte Bodennebel den Unionssoldaten die Sicht, das weiß gestrichene Kirchengebäude hob sich aber gut von der Umgebung ab und markierte so die Richtung, in die der Angriff der Potomac-Armee erfolgen sollte. Als die Unionstruppen vorrückten, eröffnete die berittene Artillerie der Konföderierten unter J. E. B. Stuart das Feuer. Batterien der Union, die sich auf einer Hügelkette am nördlichen Rand des Schlachtfeldes befanden, schossen zurück. Zu ersten Kämpfen kam es vor dem östlichen Wäldchen, wo eine konföderierte Brigade mehrere Unionsregimenter zurückdrängen konnte.
Den Großteil des Geländes zwischen den Unionstruppen und den konföderierten Stellungen nahm Weideland ein. Genau in der Mitte, nördlich des Plateaus, lag jedoch ein etwa 8 ha großes Maisfeld, in dem die Stängel mehr als mannshoch waren. Beim Vorrücken entdeckten die Unionstruppen durch in der Sonne aufblitzende Bajonettspitzen, dass sich Soldaten der Konföderierten darin versteckt hielten. Hooker befahl, den Vormarsch anzuhalten und diesen unübersichtlichen Frontabschnitt mit vier Batterien zu beschießen. Das beiderseitige Artillerie- und Gewehrfeuer, das sich entwickelte, war so heftig, dass das Maisfeld wie mit einer Sense niedergemäht wurde. Hooker schrieb später in seinem Bericht:

„ …every stalk of corn in the northern and greater part of the field was cut as closely as could have been done with a knife, and the slain lay in rows precisely as they had stood in their ranks a few moments before. It was never my fortune to witness a more bloody, dismal battle-field.… “

„… auch der letzte Stängel Mais im nördlichen und größten Teil des Feldes war säuberlich wie mit einem Messer abgeschnitten und die Gefallenen lagen genau in den Reihen da, in denen sie ein paar Augenblicke zuvor noch in Gefechtsgliederung gestanden hatten. Niemals zuvor hat mich das Schicksal zum Zeugen eines solch blutigen, trostlosen Schlachtfeldes gemacht. …“

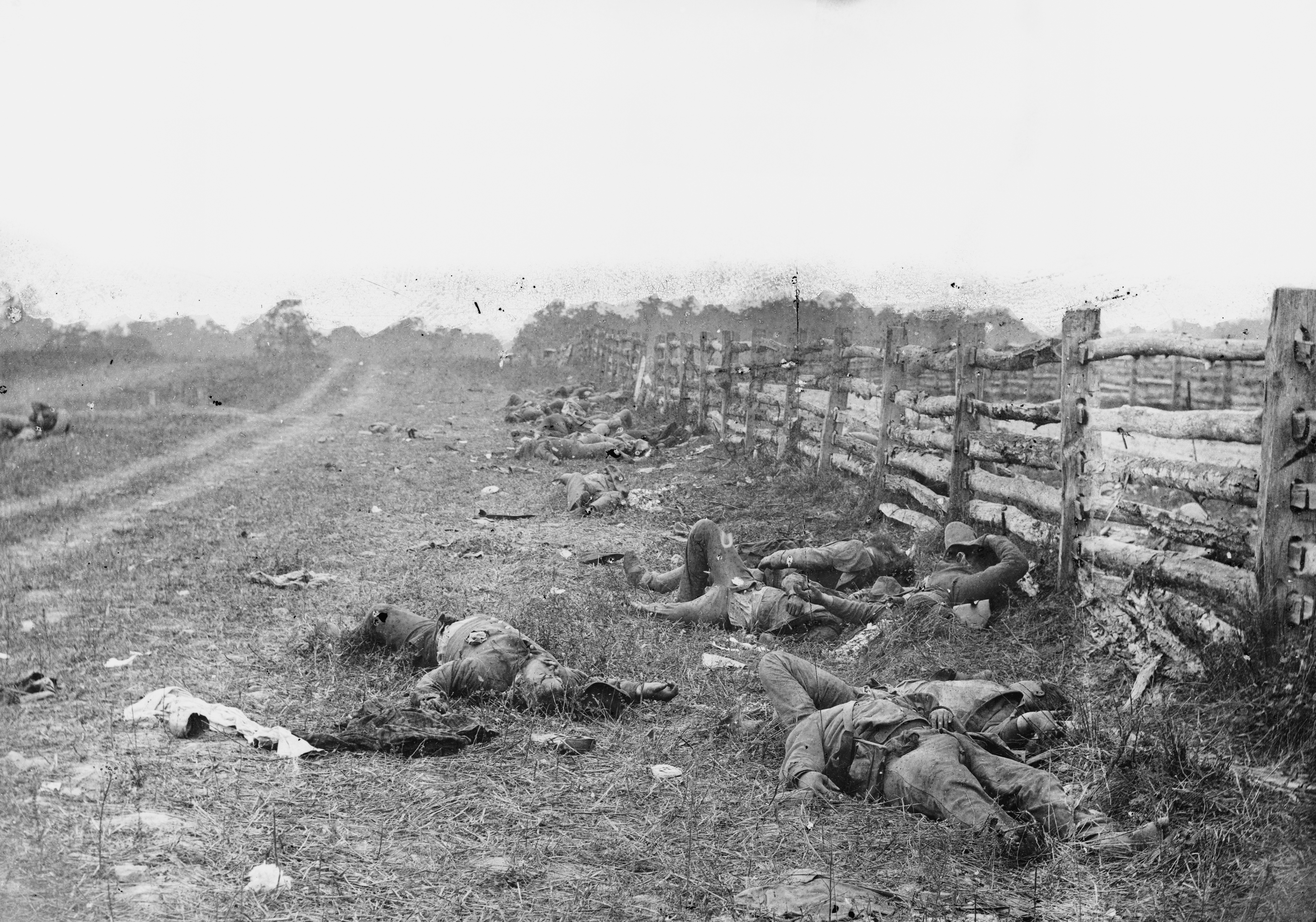
Am Hagerstown Turnpike (rechts des Gatters) gefallene Soldaten aus Louisiana, zwei Tage nach der Schlacht (Blick nach Norden)

Die Unionstruppen rückten nun auf einer Linie von rund 800 Metern Länge vor. Zu heftigen Schusswechseln kam es erneut vor dem östlichen Wäldchen, wo eine Unionsbrigade sich ins Maisfeld vorkämpfte, den Widerstand einer zahlenmäßig unterlegenen konföderierten Brigade aus Georgia aber nicht brechen konnte. Auch an ihrer rechten Flanke trafen die Unionstruppen auf erbitterten Widerstand, konnten aber Geländegewinne am westlichen Wäldchen und im Maisfeld erzielen und näherten sich allmählich dem Plateau. Der Hagerstown Turnpike war von teils hohen Holzgattern flankiert, die als Deckung genutzt werden konnten, die Soldaten beim Überklettern aber auch exponierten, was sie zu leichten Zielscheiben von Scharfschützen machte. Da um das Gelände beiderseits des Weges an diesem Morgen heftig gerungen wurde, entwickelten sich die Gatter für viele Soldaten zur tödlichen Falle.
Soldaten der Union waren südlich des Maisfeldes schon nahe an das Plateau herangerückt, als Jacksons zurückgeworfene Truppen durch die Division von General John B. Hood verstärkt wurden. Sie war von Jackson in Reserve gehalten worden, da die Soldaten nach den Kämpfen am Vorabend erschöpft waren und sich hatten ausruhen sollen. Hoods Männer waren angeblich wütend und daher besonders motiviert zum Kampf gegen die Unionsarmee, weil sie für ihren Einsatz das erste warme Frühstück seit Tagen hatten unterbrechen müssen. Sie konnten die feindlichen Truppen wieder durch das Maisfeld zurückdrängen, erlitten dabei jedoch hohe Verluste. Das 1. Texanische Regiment der Division verlor 82 % seiner Soldaten in nur 30 Minuten. Trotzdem bewahrte der Vorstoß von Hoods Division die linke Flanke der Nord-Virginia-Armee vor dem Zusammenbruch. Der Angriff von Hookers I. Korps kam zum Stehen.

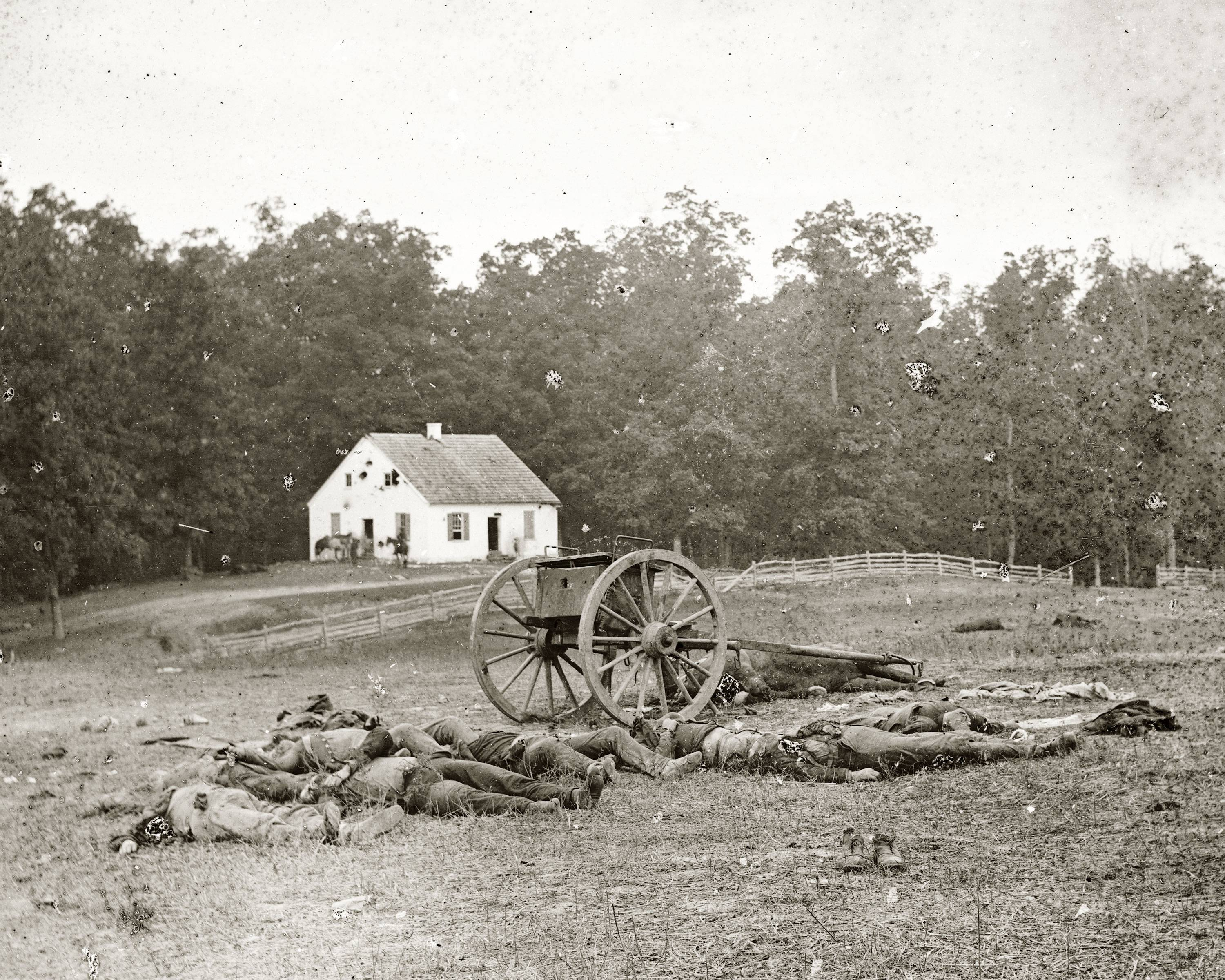
Gefallene konföderierte Artilleristen am Plateau östlich des Hagerstown Turnpike; im Hintergrund die Dunker-Kirche

McClellan hatte versäumt, Hookers Angriff durch die zwei Divisionen des nahe stehenden XII. Korps von Mansfield unterstützen zu lassen. Als das XII. Korps gegen 7:30 Uhr schließlich vom östlichen Wäldchen her in das Kampfgeschehen eingriff, waren Hookers Truppen schon zu erschöpft, als dass der Union daraus ein entscheidender Vorteil erwachsen konnte. General Lee war genügend Zeit verblieben, der zweiten Angriffswelle der Union mit der Entsendung von drei neuen Divisionen zu begegnen. Trotzdem gelang es dem XII. Korps, Hoods Truppen wieder aus dem Maisfeld zu vertreiben und eine Unionsbrigade konnte im Verlauf des Angriffs sogar die konföderierten Batterien auf dem Plateau nahe der Dunker-Kirche einnehmen.
Inzwischen war Mansfield jedoch tödlich verwundet worden. Auch Hooker wurde durch die Kugel eines konföderierten Scharfschützen im Fuß getroffen und musste vom Schlachtfeld getragen werden. Der Verlust der beiden kommandierenden Generale am nördlichen Frontabschnitt verunsicherte die Unionstruppen und die Brigade am Plateau zog sich nach heftigem Gegenfeuer der Konföderierten aus dem westlichen Wäldchen wieder zurück. Das Kommando des I. Korps ging nun auf Brigadegeneral Meade über, das Kommando des XII. Korps auf Brigadegeneral Alpheus S. Williams. Nach dreieinhalb Stunden Kampf, um 9 Uhr morgens, waren bereits über 8.000 Mann am nördlichen Frontabschnitt tot, verwundet oder vermisst, ohne dass eine der beiden Seiten einen nennenswerten Vorteil errungen hätte.

Stand der Schlacht gegen 9 Uhr

McClellan hatte die drei Divisionen des II. Korps der Potomac-Armee unter Generalmajor Sumner zunächst weit östlich des Kampfgeschehens in der Nähe seines Hauptquartiers zurückgehalten. Erst um 7:20 Uhr schickte er zwei von Sumners Divisionen zum Schlachtfeld vor, wo sie erst eineinhalb Stunden später eintrafen. Ohne seine Aktionen mit Meade und Williams zu koordinieren, befahl Sumner gegen 9 Uhr seinen zwei Divisionen, die unter dem Kommando von Generalmajor John Sedgwick und Brigadegeneral William Henry French standen, einen erneuten Angriff auf die linke Flanke der Konföderierten. Das Unternehmen war so überstürzt, dass Frenchs Division beim Vorstoß am östlichen Wäldchen den Anschluss verlor. Offenbar desorientiert, wohin er seine Truppen lenken sollte, befahl French einen Linksschwenk, um das Plateau südlich zu umgehen. Er führte seine Männer so unbeabsichtigt zu den mittleren Stellungen der Konföderierten vor Sharpsburg, wo noch gar keine Kämpfe stattgefunden hatten.

Sumner verblieben so für seinen Angriff nur die 5.400 Mann von Sedgwicks Division. Diese konnten fast ungehindert über Maisfeld und Hagerstown Turnpike vorrücken. Das scheinbare Zurückweichen der Konföderierten erwies sich jedoch als Falle, denn Jacksons Truppen, zu denen abermals frische Divisionen gestoßen waren, nahmen die Unionssoldaten beim Erreichen des westlichen Wäldchens von drei Seiten gleichzeitig unter Feuer. Da Soldaten in den hinteren Reihen der Union fürchteten, eigene Kameraden zu treffen, wurden sie zur Zielscheibe, ohne das Feuer erwidern zu können. Nach nicht mal einer halben Stunde musste Sedgwicks Division zurückweichen. Sie hatte über 2000 Gefallene, Verwundete und Vermisste zu beklagen. Zu den Schwerverwundeten gehörte auch der junge Oliver Wendell Holmes, Jr., der später zum Richter am Obersten Gerichtshof aufsteigen sollte. Ein anschließender konföderierter Gegenstoß auf die Wiesen vor dem westlichen Wäldchen wurde mit Artilleriefeuer der Union beantwortet und musste abgebrochen werden. Zu letzten größeren Gefechten auf dem nördlichen Teil des Schlachtfeldes kam es gegen 10 Uhr, als zwei Regimenter des XII. Korps der Union erneut versuchten, Hookers ursprünglichen Plan umzusetzen und vom östlichen Wäldchen her auf Plateau und Dunker-Kirche vorrückten. Der Angriff kam wegen konföderierter Gegenwehr und fehlender Verstärkungen zum Stehen, aber die Unionstruppen verbuchten kleinere Geländegewinne zwischen Maisfeld und westlichem Wäldchen.

Damit endete die erste Phase der Schlacht nach vier Stunden mit mehr als 12.000 Mann Verlusten, einschließlich zweier kommandierender Generäle der Union. Fünf Divisionen der Union und vier der Konföderierten waren so stark in Mitleidenschaft gezogen, dass sie ins restliche Kriegsgeschehen dieses Tages nicht mehr eingreifen konnten. McClellans Plan, die linke Flanke der Nord-Virginia-Armee aufzurollen, war gescheitert. Da der Angriff der Unionstruppen nicht in einem massiven Schlag, sondern sukzessive erfolgte, wurde die starke numerische Überlegenheit der Potomac-Armee auf diesem Teil des Schlachtfeldes zu keinem Zeitpunkt voll ausgespielt. Das Ergebnis war eine Serie von verlustreichen Gefechten um ein verhältnismäßig kleines Terrain, die letztlich in einem Patt endeten. Augenzeugenberichten zufolge hatte allein der Bereich des Maisfeldes an diesem Morgen fünfzehn Mal den Besitzer gewechselt.

#### Mittag: Bloody Lane
Inzwischen hatten sich auch am Zentrum der konföderierten Stellungen vor Sharpsburg Kämpfe entwickelt, ausgelöst nicht etwa durch einen Angriffsbefehl McClellans, sondern durch den Irrtum von Brigadegeneral French. Als seine Division auf einer südöstlich der Dunker-Kirche gelegenen Farm auf konföderierte Plänkler traf, entschloss er sich, den Kampf hier aufzunehmen. Kurz nach 9:30 Uhr erreichte ihn eine Nachricht von Generalmajor Sumner, der French über das Debakel der Unionstruppen am westlichen Wäldchen unterrichtete und befahl, durch einen Angriff vor Sharpsburg die Konföderierten zum Abzug von Truppen vom Norden des Schlachtfeldes zu nötigen.

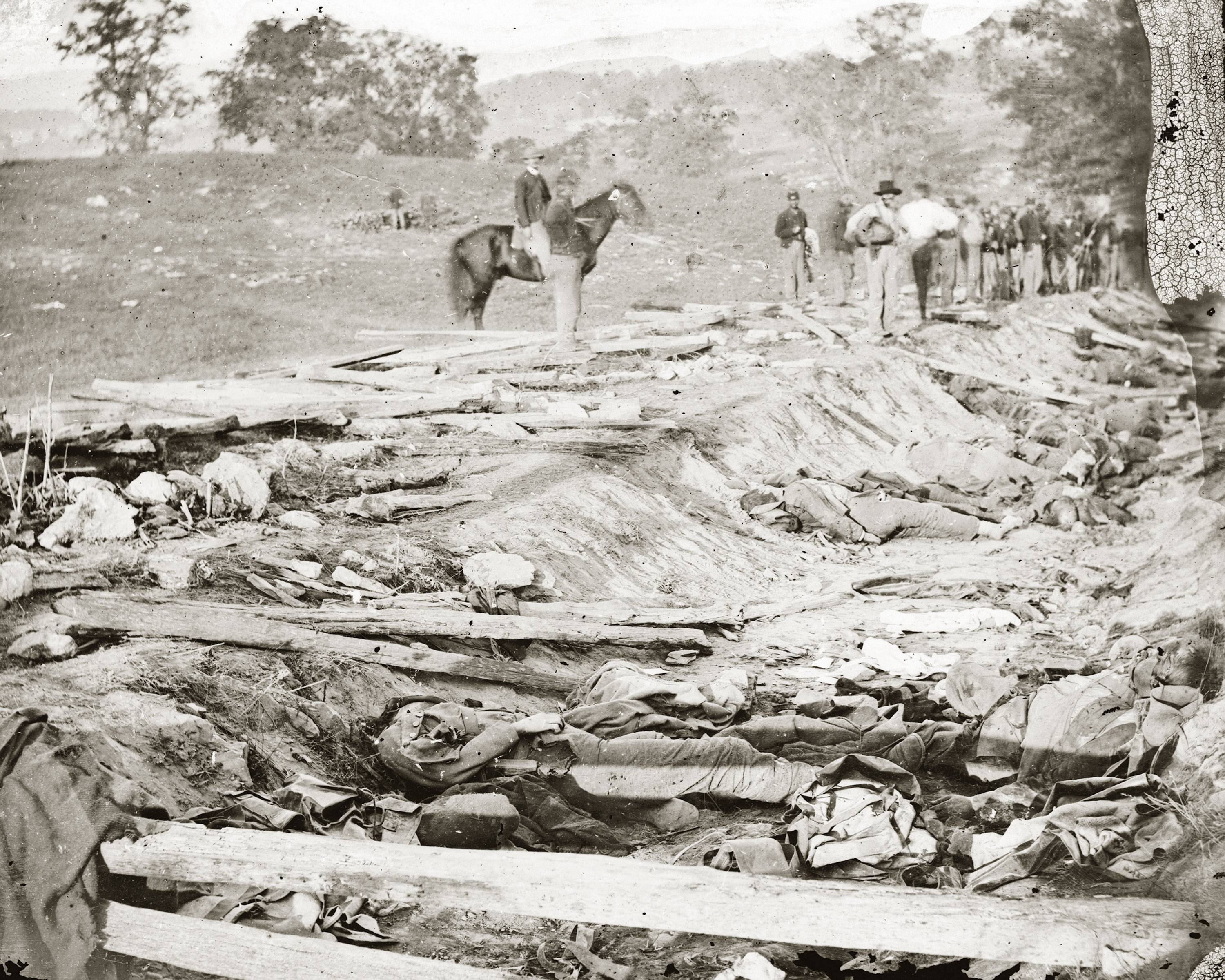
Sunken Road / Bloody Lane

Das Zentrum der Stellungen der Nord-Virginia-Armee stand unter dem Kommando von Generalmajor Longstreet. Die Verteidigung war dabei nur schwach, weil Truppenteile im Laufe des Morgens zur Verstärkung von Jacksons Korps verlegt worden waren. Seither hielten die fünf Brigaden der Division von Generalmajor D. H. Hill die Stellung; drei von ihnen hatten im Laufe der morgendlichen Kämpfe bereits Verluste erlitten. Die beste Verteidigungsposition besaßen zwei Brigaden, die sich 100 Meter hinter einem Hügelkamm in einem Feldweg verschanzt hatten, der bogenförmig zwischen Hagerstown Turnpike und Boonsboro Road verlief. Erosion und Verkehr von Transportwagen hatten ihn zu einem tiefen Hohlweg ausgeformt (von den Anwohnern als Sunken Road bezeichnet), der einen natürlichen Schützengraben bildete. Artillerie war an diesem Frontabschnitt von keiner Seite in Stellung gebracht worden.
French hoffte auf ein Überraschungsmoment, als er seine Division den Hügel zur Sunken Road hinauf kommandierte. Dies schlug fehl, weil die verschanzten Konföderierten, routinierte Veteranen, den Angriff erwarteten und geduldig das Feuer zurückhielten, bis der Gegner am Kamm des Hügels in eine Position kam, in der er leicht zu treffen war. Besonders schwere Verluste erlitt dabei die führende Brigade der Union unter Brigadegeneral Max Weber, die hauptsächlich aus deutschen Immigranten ohne viel Kampferfahrung bestand. Sie verlor 450 Mann in nur fünf Minuten. Ein anschließender Sturmangriff der ähnlich unerfahrenen zweiten Brigade von Oberst Dwight Morris wurde ebenfalls zurückgeschlagen. French schickte nun seine letzte und beste Brigade in den Kampf, aber auch sie scheiterte beim Versuch, bis zur Sunken Road vorzustürmen. In weniger als einer Stunde hatte Frenchs Division damit auf dem Hügel fast ein Drittel ihrer Soldaten verloren.

Die konföderierten Brigaden in der Sunken Road erhielten derweil rechts Verstärkung durch die Division Generalmajor Andersons. Dadurch ermutigt, schickten sich die Konföderierten gegen 10:30 Uhr gerade zu einem Flankenangriff den Hügel hinab an, als die letzte von Sumners Divisionen unter dem Kommando von Generalmajor Israel B. Richardson vor Ort eintraf. McClellan hatte sie zurückgehalten, als der Rest von Sumners Korps zum Schlachtfeld marschiert war und sie erst um 9 Uhr losgeschickt. Richardson befahl einen erneuten Angriff, aber auch die berühmte Irische Brigade wurde aufgerieben, ohne die Sunken Road erreicht zu haben. Inzwischen war es Mittag geworden und die Abwehr von vier aufeinanderfolgenden Frontalangriffen der Union hatte auch bei den Verteidigern in der Sunken Road einen hohen Blutzoll gefordert. Anderson war frühzeitig schwer verwundet worden (er erlag seiner Verletzung vier Wochen später), und niemand übernahm das Kommando, weshalb seine Division keine große Hilfe war. Geschwächt zeigte sich vor allem die Mitte der Defensivlinie, wo der Hohlweg eine scharfe Biegung machte und der natürliche Schützengraben so eng war, dass die Konföderierten häufig von Querschlägern getroffen wurden, die von der rückwärtigen Böschung abprallten.

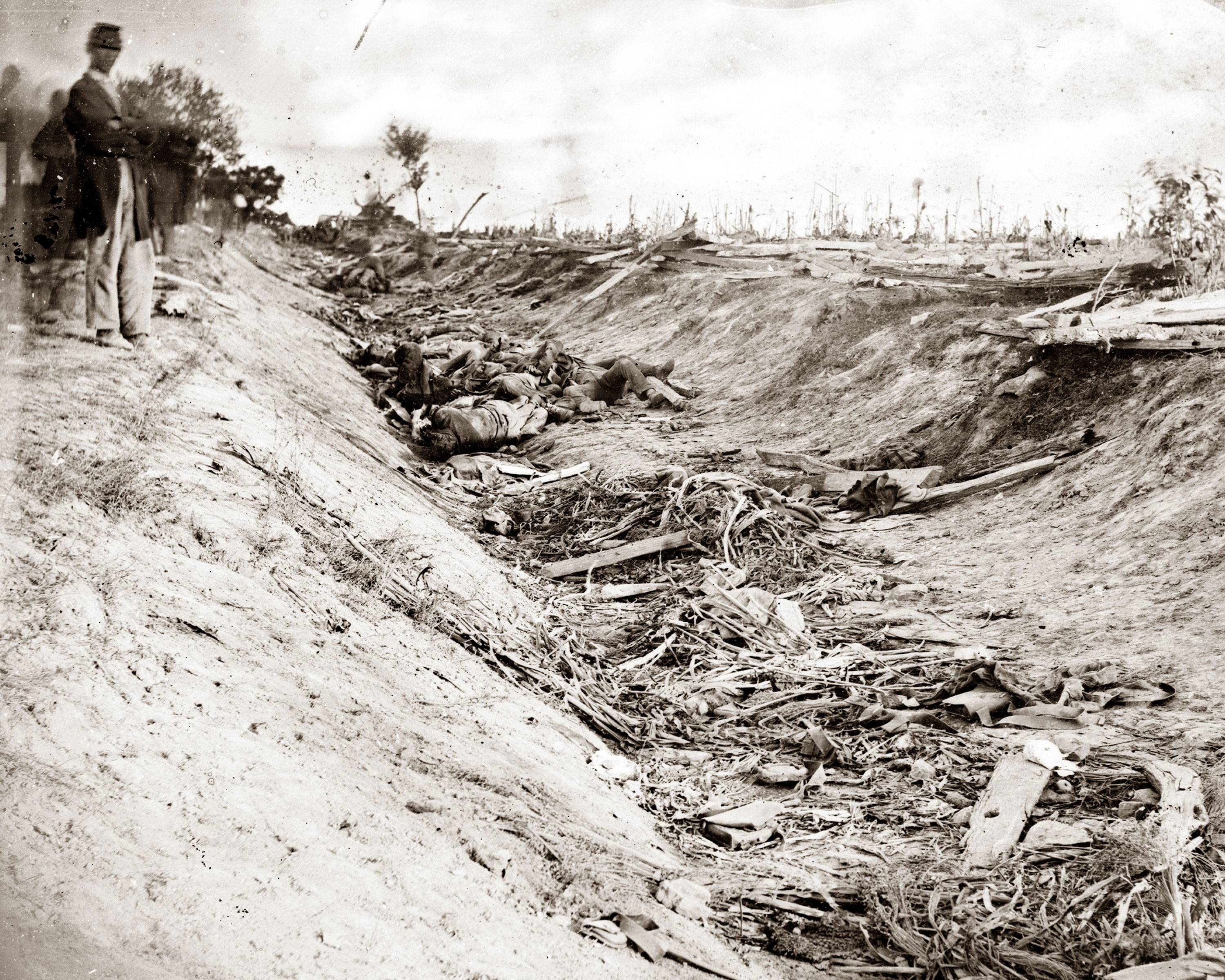
Tote konföderierte Soldaten in der Bloody Lane (Blick nach Osten)

Als der konföderierte Brigadegeneral Robert E. Rodes beim fünften Angriff der Union zur Stärkung des Zentrums Befehl gab, die Truppen neu zu verteilen, missverstand ihn ein Regimentskommandeur und ordnete den Rückzug aus der Sunken Road an. Die vier restlichen Regimenter der Brigade schlossen sich der in eine wilde Flucht ausartenden Aktion an, ohne dass Rodes etwas gegen den Zusammenbruch der Verteidigungslinie unternehmen konnte. Die vorstürmenden Unionssoldaten nahmen daraufhin die Sunken Road ein und 300 Konföderierte gefangen. An vielen Stellen des Hohlwegs lagen die Toten inzwischen zu zweit oder zu dritt übereinander. Als die Unionstruppen sich an der Sunken Road neu gruppierten, wurden sie von Norden her von zwei konföderierten Regimentern angegriffen, die bei der Aktion aber starke Verluste erlitten und sich zurückziehen mussten. Während Frenchs Division die Sunken Road sicherte, marschierte Richardsons auf die neue Verteidigungslinie der Konföderierten vor, die sich weniger als 300 Meter südwestlich auf dem Grundstück des Farmers Henry Piper befand. Unterdessen hatte Generalmajor D.H. Hill die Reste seiner Division zusammengezogen, und diese griff die Unionstruppen in einem Maisfeld auf der Piper-Farm an. Der Vorstoß der geschwächten Einheit war zwar zum Scheitern verurteilt, erkaufte General Longstreet aber Zeit, um die konföderierte Linie vor Sharpsburg durch das Zusammenziehen von Geschützen zu festigen; ihr Feuer hielt den Vormarsch der Union auf. Eine intakte Infanterie stand Longstreet zu diesem Zeitpunkt nicht mehr zur Verfügung. Die verbliebenen Einheiten waren jeweils kaum größer als einige hundert Mann und besaßen zum Teil keine Munition mehr.

Widerstrebend zog Richardson aufgrund des konföderierten Artilleriefeuers seine Division, die bereits über 1.000 Mann verloren hatte, zum Hügel nördlich der Sunken Road zurück. Hier erwartete man das Eintreffen angeforderter Geschütze, um Longstreets Artillerie ausschalten zu können, erhielt aber nur unzulängliche Kanonen, die die konföderierten Stellungen nicht zu erreichen vermochten. Während er die Lage mit einem Batteriekommandeur besprach, wurde Richardson gegen 1 Uhr von einem Geschossfragment schwer verwundet und in McClellans Hauptquartier im Pry-Haus transportiert, wo er sechs Wochen später seinen Verletzungen erlag. Das Kommando übernahm schließlich Brigadegeneral Winfield Scott Hancock, in der Zwischenzeit verstrich aber erneut eine günstige Gelegenheit, die am Rand der Auflösung stehende konföderierte Linie zu durchbrechen. In dreieinhalb Stunden waren im engsten Umfeld des nur 700 Meter langen Frontabschnitts an der Sunken Road über fünfeinhalbtausend Mann gefallen, waren verwundet worden oder wurden vermisst. Die Verluste beliefen sich auf annähernd 2.600 Mann bei den Konföderierten und auf beinahe 3.000 Mann bei den Unionssoldaten. Das Gemetzel brachte der Sunken Road die neue Bezeichnung Bloody Lane ein Trotz ihrer höheren Verluste hatte die Potomac-Armee sich im Zentrum der konföderierten Stellungen vor Sharpsburg einen Vorteil herausgekämpft. Zudem standen McClellan noch zwei frische Korps zur Verfügung, die zum Angriff auf die Nord-Virginia-Armee genutzt werden konnten: das V. Korps unter Porter samt der Kavalleriedivision von Pleasonton, insgesamt 13.800 Mann, sowie das 12.000 Mann starke VI. Korps der Union unter Generalmajor Franklin, das gegen Mittag von Harpers Ferry kommend am Antietam eingetroffen war und auf McClellans Befehl hin nun die Unionslinie im Norden absicherte. Franklin wollte gegen 1 Uhr am westlichen Wäldchen einen neuen Angriff starten, wurde aber vom älteren und ranghöheren Korpskommandanten Sumner, der schockiert war vom unglaublichen Blutzoll der vorangegangenen Gefechte, zurückgehalten. Ein erneuter Rückschlag, so Sumners Begründung, werde die gesamte rechte Flanke der Union in Gefahr bringen. McClellan neigte zuerst Franklins Sichtweise zu, entschied sich aber nach Rücksprache mit beiden Offizieren vor Ort um. Er gab Anweisung, keine weiteren Angriffe im Norden und im Zentrum des Schlachtfeldes zu unternehmen.

#### Nachmittag: Burnside-Brücke und Gegenangriff Hills

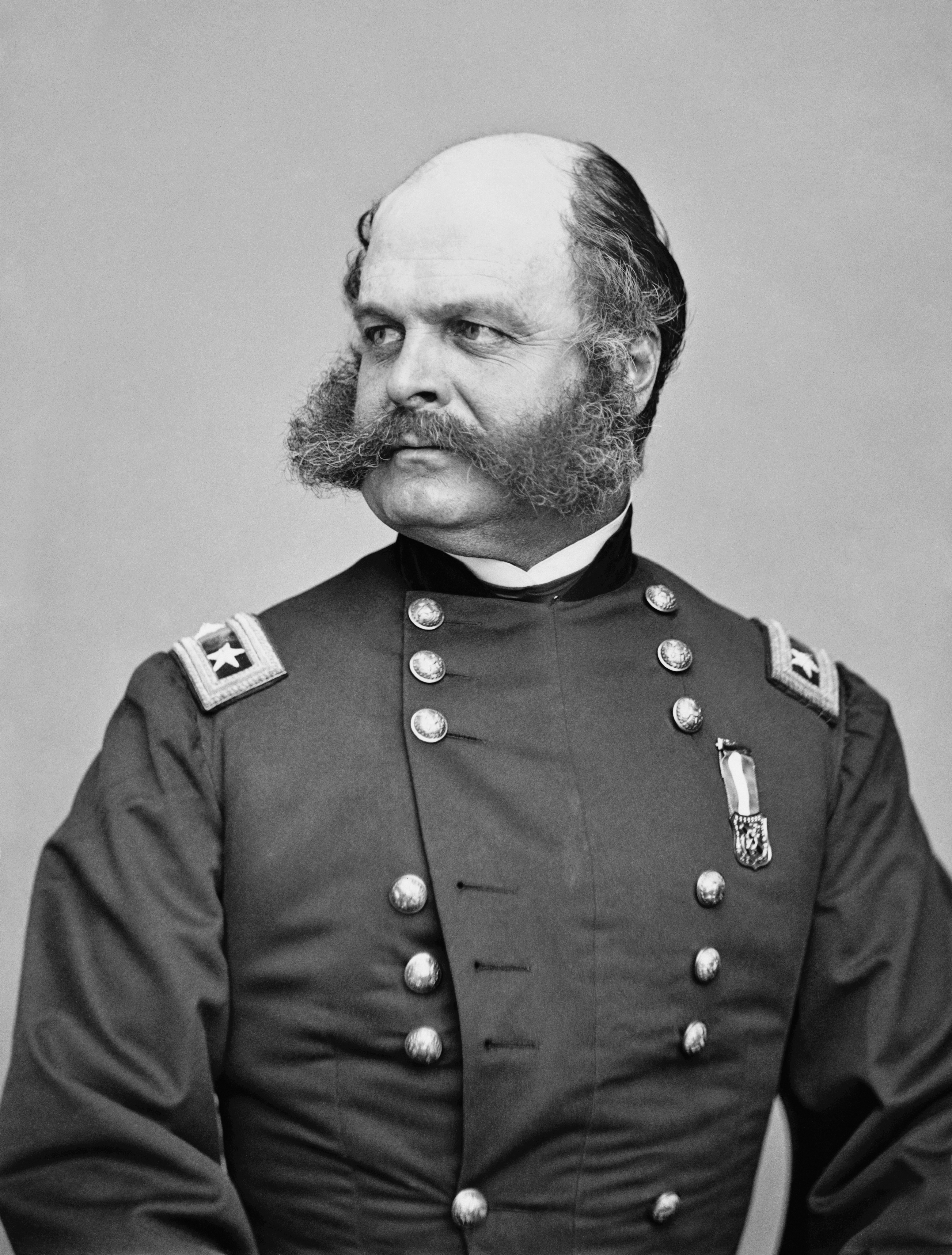
Generalmajor
Ambrose E. Burnside

Südöstlich von Sharpsburg hatte das IX. Korps unter Generalmajor Burnside auf einen Befehl McClellans warten sollen, bevor es seinen als Finte gedachten Angriff begann. Als die Order aus dem Hauptquartier Burnside gegen 10 Uhr schließlich erreichte, waren die Kämpfe am nördlichen Frontabschnitt jedoch bereits abgeflaut und das ursprüngliche Ziel des Unternehmens war obsolet geworden. Burnside nahm aber offenbar noch immer an, ihm obliege ein Ablenkungsmanöver, das nicht mit voller Durchschlagskraft angegangen werden müsse. Er begriff nicht (oder ihm wurde nicht mitgeteilt), dass auf seinen Truppen nun die Hauptlast des Angriffs der Union lag. Burnsides 13.000 Soldaten standen inzwischen weniger als 4000 Konföderierte gegenüber, Letztere hauptsächlich in Stellungen, die sich über eine später als Friedhofshügel (Cemetery Hill) bezeichnete Anhöhe vor Sharpsburg verteilten. Lee hatte eine Division und zusätzlich eine Brigade von seiner rechten Flanke abgezogen, um die Angriffe der Union im nördlichen und mittleren Frontabschnitt abzuwehren. Aufgrund unzureichender Auskundschaftung des Geländes war Burnside – im Gegensatz zu Fachleuten McClellans am Vortag – eine nahe gelegene Furt verborgen geblieben, die der Infanterie der Union eine vergleichsweise leichte Überquerung des Antietam erlaubt hätte. Daher konzentrierte Burnside sich auf die Einnahme der Rohrbach-Brücke (Rohrbach's Bridge), einer fast 40 Meter langen, 3,70 Meter breiten, dreibogigen Steinbrücke und südlichsten Überquerung des Antietam bei Sharpsburg. Verteidigt wurde sie von 550 vorgelagerten Scharfschützen aus Georgia unter dem Kommando von Brigadegeneral Robert A. Toombs.

Sie verteilten sich entlang des Antietam und nahmen die Brücke aus der sicheren Deckung von Felsvorsprüngen, Steinmauern und Bäumen unter Feuer. Noch vor Beginn des Angriffs auf die Steinbrücke sandte Burnside drei Brigaden aus, um eine ein Kilometer südlich gelegene Furt zu überqueren, die McClellans Späher ebenfalls am Vortag ausgemacht hatten. Als die Truppen die bezeichnete Stelle erreichten, stellten sie jedoch fest, dass die Uferböschung dort zu steil war. Durch dichtes Gebüsch schlugen sich die Männer in einem langwierigen Manöver weiter nach Südwesten durch und gelangten schließlich zu Snavely's Ford, wo ein Übergang möglich war.

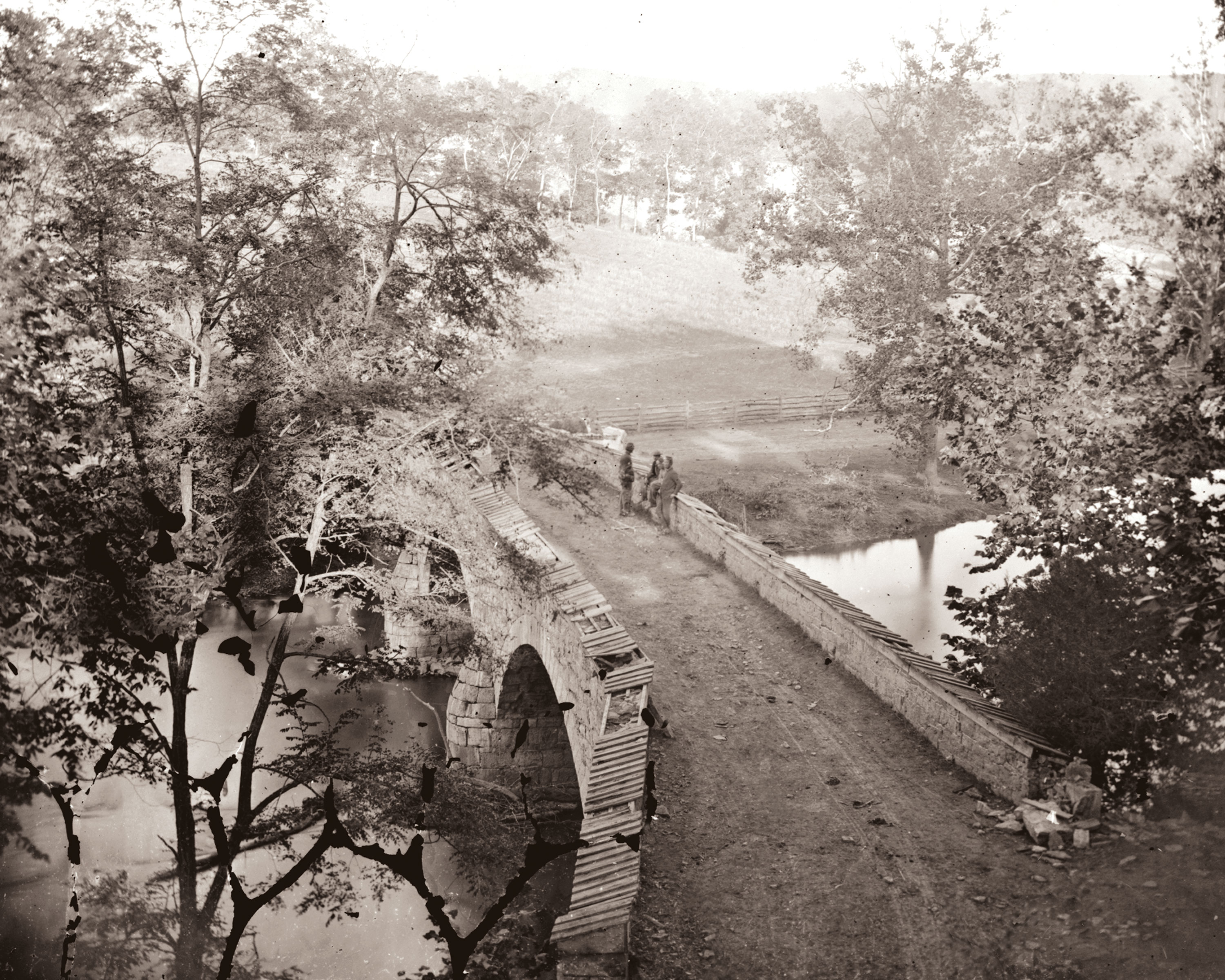
Burnsides Brücke, aus dem Blickwinkel der konföderierten Verteidiger westlich des Antietam

Karte der Operationen im Süden des Schlachtfeldes

Inzwischen war es Mittag geworden und die Konföderierten hatten bereits zwei Angriffe auf die Steinbrücke abgewehrt. McClellan verlor die Geduld und wies Burnside an, die Brücke auch um den Preis hoher Verluste einzunehmen. Der dritte Angriff begann gegen 12:30 Uhr und es gelang Einheiten des IX. Korps nach etwa einer halben Stunde, sich am östlichen Brückenende festzusetzen. Den Scharfschützen aus Georgia ging die Munition aus und von der Südflanke erreichte Toombs die Nachricht vom Übergang der Unionsverbände über Snavely's Ford. Die Verteidiger der Steinbrücke zogen sich daraufhin in Richtung Sharpsburg zurück. Burnsides Truppen waren drei Stunden lang von einer zwanzigfach unterlegenen Einheit aufgehalten worden und hatten mit 500 Mann mehr als dreimal so hohe Verluste wie Toombs' Georgier zu beklagen. Die rechte Flanke von Lees Armee geriet jetzt in schwere Bedrängnis. Drei von Burnsides Divisionen drohten auf General Longstreets geschwächte Truppen einzudringen. Doch der Heranmarsch unverbrauchter Einheiten des IX. Korps, die in einiger Entfernung von der Brücke geblieben waren, der Transport von Nachschub an Munition sowie die Überquerung der engen Brücke erwiesen sich als langwierige Operationen, die Burnside zwei wertvolle Stunden kosteten (eine inzwischen nördlich der Brücke entdeckte Furt blieb ungenutzt). Der Ärger McClellans angesichts dieser Verzögerungen richtete sich gegen Burnside. Er schickte mehrere Kuriere aus, um seinen General zum energischeren Vorgehen aufzufordern. Die Saumseligkeit der Potomac-Armee ließ General Lee genügend Zeit, Truppen und Geschütze von den anderen Frontabschnitten, wo die Kämpfe inzwischen aufgehört hatten, an seine rechte Flanke zu verlagern. Kurzzeitig fassten die Konföderierten sogar einen Entlastungsangriff im Norden des Schlachtfeldes ins Auge, der von Stuarts Kavallerie geführt werden sollte. Jackson brach das Unternehmen angesichts der massiven Überlegenheit der Unionsartillerie jedoch ab. Nach einem achtstündigen Gewaltmarsch von Harpers Ferry traf schließlich, zur großen Erleichterung von Lee, gegen 2:30 Uhr die Light Division Hills bei Sharpsburg ein. Sie hatte den Potomac durch Boteler's Ford überquert, die weiterhin offen stand. Hills Männer wurden zur Verstärkung von Longstreets Truppen beordert.
Als sich das IX. Korps der Union am Brückenkopf auf der Westseite des Antietam neu formiert hatte, setzte Burnside gegen 3 Uhr mit 8.000 Mann zu einem zweiflügeligen Angriff auf die rechte Flanke der Konföderierten an. Der Vorstoß war zunächst erfolgreich und die Verteidiger wichen in Richtung Sharpsburg zurück. Im Ort selbst herrschte Chaos angesichts der vielen Verwundeten, die durch die Straßen getragen wurden, zahlreicher versprengter Soldaten, deren Einheiten aufgerieben worden waren und dem Beschuss durch die Unionsartillerie, der eine Reihe von Gebäuden so stark beschädigte, dass sie später abgerissen werden mussten.
Mit dem Eingreifen der 3.000 Mann von Hills Division in den Kampf wendete sich das Blatt gegen 3:40 Uhr. Die Nord-Virginia-Armee konnte zum Gegenangriff übergehen und die äußerste linke Flanke des IX. Korps der Union geriet in große Gefahr. Bei den Nordstaatlern entstand Verwirrung, weil viele von Hills Männern blaue Uniformen der Union trugen, die ihnen bei Harpers Ferry in die Hände gefallen waren. Burnside, den die überraschende Wendung der Schlacht aus dem Konzept brachte, zog seine Truppen zum Antietam zurück. Obwohl er doppelt so viele Männer wie der Gegner im Feld stehen hatte, war er in Sorge, man werde die aufwändig erkämpfte Brücke nicht halten können. Er bat McClellan, am Morgen versprochene Verstärkungen zu senden. Bei McClellan hatte sich aber die Befürchtung erneuert, Lee verfüge noch immer über ungeahnte Kräfte. Da er das Risiko scheute, seine Reserven in einen massiven Gegenangriff der Nord-Virginia-Armee laufen zu lassen, schickte McClellan Burnside nur eine Batterie.

Dass McClellans Befürchtungen fern der Wirklichkeit lagen, blieb einem Bataillon des in Reserve gehaltenen V. Korps der Union nicht verborgen. Bei einem Vorstoß über die mittlere Steinbrücke an der Boonsboro Road entdeckten die Männer die Verwundbarkeit der mittleren Verteidigungslinien nahe Sharpsburg. Brigadegeneral George Sykes, der die 2. Division des V. Korps befehligte, drang darauf, seine Männer über die Brücke in die Schlacht führen zu dürfen, um Burnside beizustehen. McClellan, der schon von dem Vorschlag überzeugt schien, ließ nach Rücksprache mit Korpskommandant Porter jedoch davon ab. Aus dieser Unterredung ist Porters Ausspruch überliefert: „General, bedenken Sie, ich kommandiere die letzte Reserve der letzten Armee der Republik!“(Remember, General! I command the last reserve of the last Army of the Republic.) Die Nord-Virginia-Armee war durch das rechtzeitige Eintreffen der Light Division A. P. Hills gerettet worden. Dem IX. Korps der Potomac-Armee blieb keine andere Aufgabe, als die Steinbrücke am Antietam zu sichern, die man mit hohen Verlusten erobert hatte. Wegen des Geschehens an diesem Tag wurde das Bauwerk später in Burnside-Brücke (Burnside Bridge oder Burnside's Bridge) umbenannt.

### Verluste

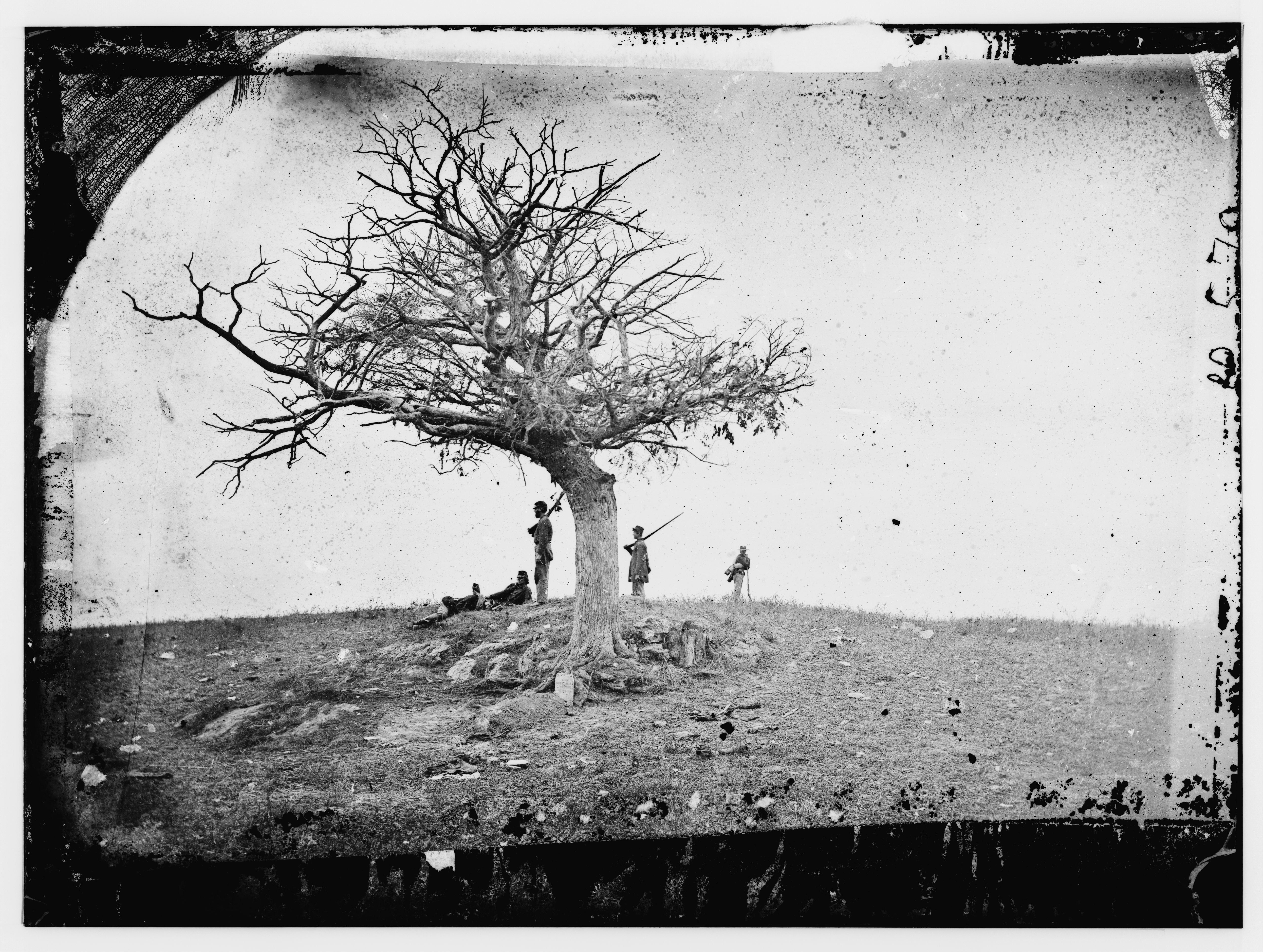
Ein einsames Grab
Unionssoldaten in der Nähe des Grabes eines Kameraden auf dem Schlachtfeld am Antietam

Die Verluste in der Schlacht am Antietam waren auf beiden Seiten hoch. Für die Union waren 2.100 Soldaten gefallen und 9.550 verwundet worden, 750 Unionssoldaten galten als vermisst oder waren in Gefangenschaft geraten. Bei den Konföderierten waren 1.550 Soldaten gefallen und 7.750 verwundet worden, 1.020 galten als vermisst oder waren gefangen genommen worden. Zu den Gefallenen bzw. tödlich Verwundeten gehörten sechs Generäle, je drei von Union und Konföderation. In den Tagen und Wochen nach der Schlacht starben mindestens 2.000 Verwundete an ihren Verletzungen.
Bis heute gilt der 17. September 1862 als „der blutigste Tag in der amerikanischen Geschichte“.(„the bloodiest single day in American history“) Am Antietam fielen mehr Amerikaner an einem einzigen Tag, als dies bei allen vorherigen oder späteren kriegerischen Auseinandersetzungen mit Beteiligung der USA der Fall war. So war die Zahl der Getöteten und Verletzten bei Sharpsburg viermal so hoch wie die Zahl der amerikanischen Verluste am D-Day im Rahmen der Landung in der Normandie im Jahr 1944. Am Antietam starben mehr amerikanische Soldaten auf dem Schlachtfeld als in allen anderen Kriegen des 19. Jahrhunderts zusammen genommen.

### Nach der Schlacht
General McClellan schrieb am Morgen nach der Schlacht nach Washington, die Kämpfe würden vermutlich am gleichen Tag wieder aufgenommen. Allerdings machte er selbst dann keine Anstalten, dies in die Tat umzusetzen, wartete vielmehr auf Handlungen Lees. Die Vereinbarung einer Waffenruhe mit den Konföderierten zur Bergung der Verwundeten signalisierte, dass es am 18. September keine weiteren Kämpfe geben werde. Allein mit den bis zu 13.000 Mann Verstärkung, die an diesem Tag eintrafen, und seinen 20.000 Soldaten, die am Vortag nicht eingesetzt worden waren, hätten McClellan bei einer neuen Offensive mehr frische Kräfte zur Verfügung gestanden als Lee überhaupt noch Soldaten im Feld stehen hatte. Hinzu kamen die 30.000 Soldaten der Union, die bei ihrem Kampfeinsatz am Vortag unverletzt geblieben waren. McClellans Entscheidung gegen eine Fortführung der Angriffe, später häufig kritisiert, entsprach der Einstellung der meisten Offiziere und Soldaten der Potomac-Armee.
Lee seinerseits zog seine Truppen nach einer Schlacht, in der sie mehrmals kurz vor der Niederlage standen, trotz der widrigen Umstände zunächst nicht zurück.

Stattdessen überlegte er sogar, am 18. September einen Angriff zu wagen. Erst in der Nacht zum 19. September trat die Nord-Virginia-Armee über Boteler's Ford den Rückzug nach Virginia an. McClellan sandte ihr zunächst eine Brigade zur gewaltsamen Aufklärung und am 20. September einige Regimenter aus dem V. Korps Porters hinterher. Die eingesetzten Truppen waren jedoch zu schwach, um etwas erreichen zu können. Im Gefecht bei Shepherdstown (19.–20. September) siegten die Konföderierten. Lee wollte den Feldzug ursprünglich nach kurzem Aufenthalt in Virginia wieder aufnehmen, informierte Präsident Davis aber am 25. September, dass der Zustand seiner Armee dies nicht erlaube.

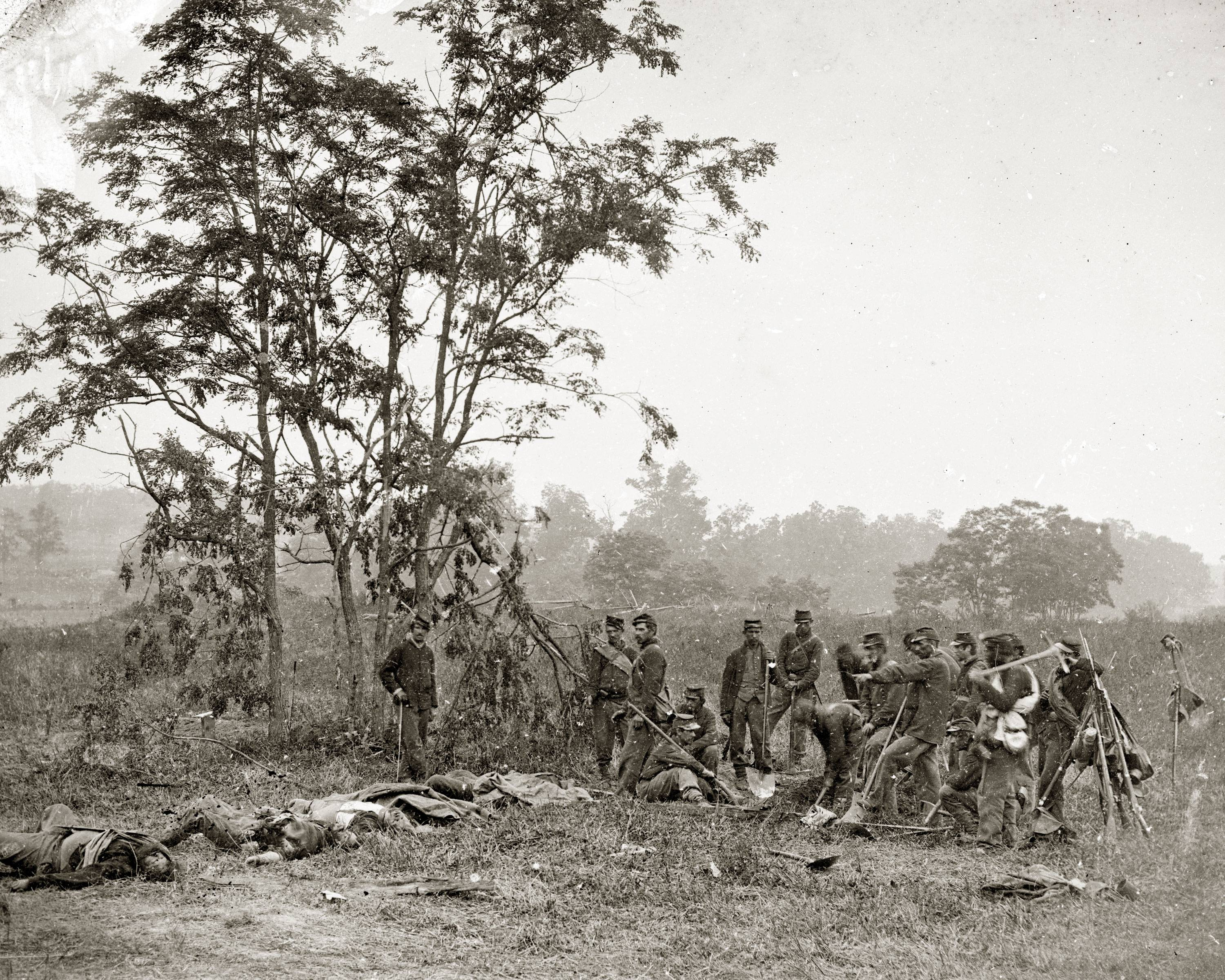
Bestattungstrupp aus Unionssoldaten

Wegen des Abzugs der Konföderierten fiel es der Union zu, die Verwundeten zu behandeln und die Toten beider Seiten zu bestatten. Im weiten Umkreis von Sharpsburg wandelte man Privathäuser, Scheunen und Ställe zu Hilfslazaretten um, in denen auch die lokale Bevölkerung zur Hand ging. Bestattungstrupps aus Unionssoldaten übernahmen die Aufgabe, die Toten beizusetzen. Sie arbeiteten bis zum 24. September. Da in großer Eile vorgegangen werden musste, wurden viele der Massengräber nicht sonderlich tief ausgehoben. Konföderierte Soldaten, die im folgenden Sommer während des Gettysburg-Feldzugs an Sharpsburg vorbeikamen, beobachteten zahlreiche Kadaver, deren Gräber vom Regen ausgewaschen oder die von Schweinen ausgegraben worden waren.

## Folgen der Schlacht am Antietam
Unter Historikern herrscht große Einigkeit darüber, dass die Schlacht am Antietam einer der Wendepunkte des Amerikanischen Bürgerkriegs war, vielleicht sogar der folgenreichste. James M. McPherson fasst die politischen und militärischen Konsequenzen des Ereignisses so zusammen:

„Der Sieg der Union am Antietam, so begrenzt er auch war, beendete das militärische Momentum des Südens, verhinderte die Anerkennung der Konföderation durch das Ausland, kehrte einen katastrophalen Niedergang des Kampfwillens bei Soldaten und Zivilisten im Norden ins Gegenteil um und gab Lincoln die Gelegenheit, eine Emanzipationserklärung zu veröffentlichen. In einem Krieg mit mehreren wichtigen Wendepunkten war die Schlacht am Antietam der Schlüsselmoment für den wichtigsten überhaupt.“

### Emanzipationserklärung und Kongresswahlen

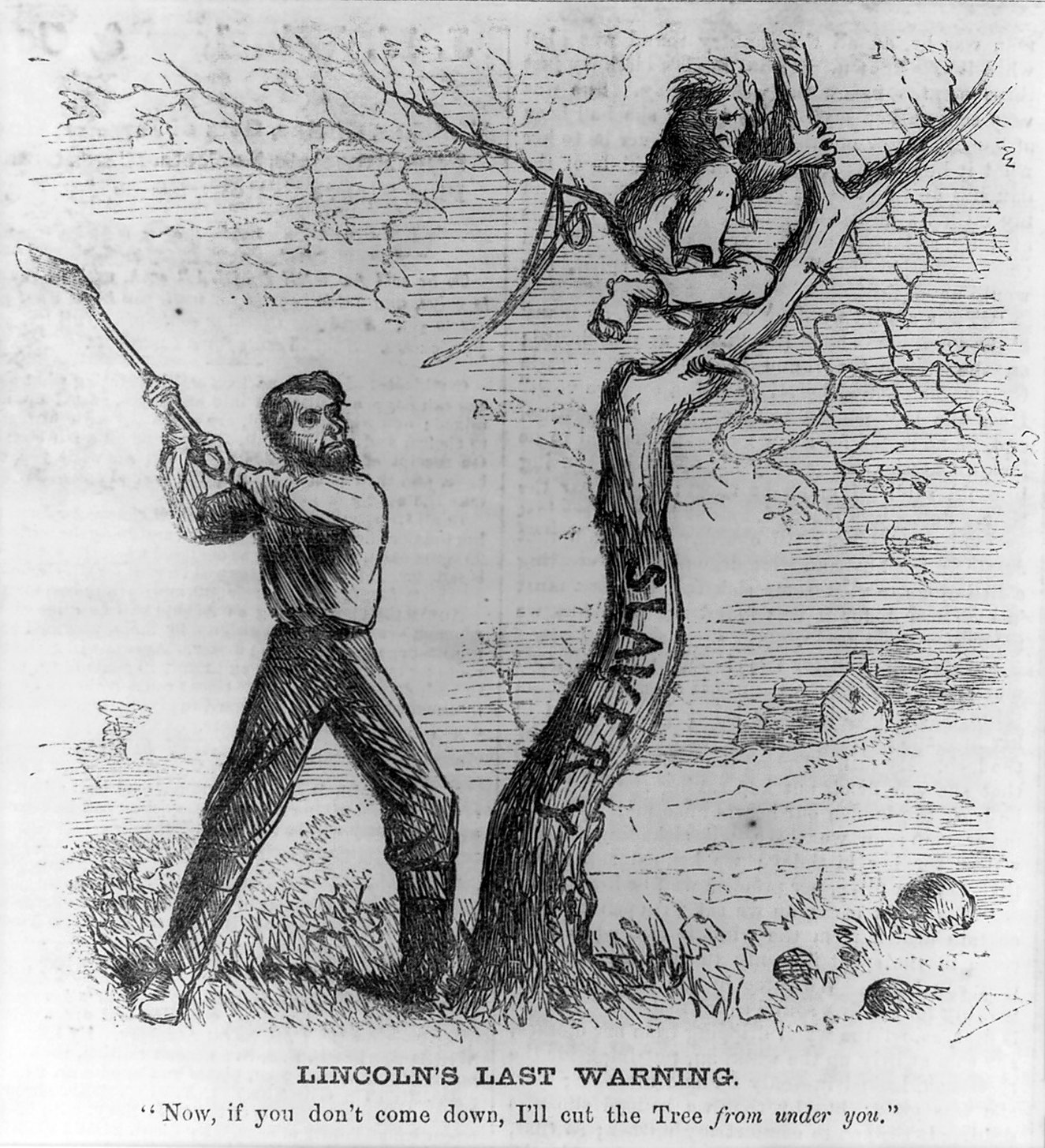
Lincolns letzte Warnung
„Wenn du jetzt nicht runter kommst, fälle ich den Baum unter dir weg.“
Lincoln droht dem Süden mit Abschaffung der Sklaverei
Karikatur aus Harper's Weekly, Oktober 1862

Lincoln hatte zwei Monate lang angespannt auf einen militärischen Erfolg der Union und damit auf die Gelegenheit gewartet, die im Stillen vorbereitete Emanzipationserklärung zu veröffentlichen. In einer Kabinettssitzung am 22. September deutete der Präsident an, dass er den Ausgang der Begegnung bei Sharpsburg als göttliches Zeichen zum Handeln betrachte, auch wenn kein vernichtender Schlag gegen die Rebellen gelungen sei. Er kündigte die sofortige Veröffentlichung einer vorläufigen Emanzipationserklärung an. Den konföderierten Staaten bliebe dann bis Ende des Jahres Zeit, sich wieder der Union anzuschließen, widrigenfalls die Sklaven in diesen Staaten ab dem 1. Januar 1863 „für immer frei“ sein sollten.
Die Emanzipationserklärung wurde von Abolitionisten wie Horace Greeley und Frederick Douglass begeistert aufgenommen. Der ehemalige Sklave Douglass fasste seine Gefühle in die Worte: „Wir jubeln vor Freude darüber, dass wir dieses gerechte Dekret erleben dürfen.“(“We shout for joy that we live to record this righteous decree.”) Manche Sklavereigegner kritisierten zwar, dass die Sklaven in den Grenzstaaten der Union nicht betroffen waren, die Mehrheit erkannte aber an, dass Lincoln nur über „Eigentum des Feindes“ („enemy property“), nicht jedoch über den Besitz der Bevölkerung von Unionsstaaten befinden konnte.
Auf fast einmütige Ablehnung stieß die Emanzipationserklärung bei den Demokraten. Auch in den Grenzstaaten erhob sich Protest, was Lincoln aber nicht mehr beeindruckte. Groß war der Widerstand in Reihen der Potomac-Armee, insbesondere bei Gefolgsleuten McClellans, der dem Präsidenten unterstellte, einen Sklavenaufstand im Süden provozieren zu wollen. McClellan betrachtete dies als eine ruchlose Strategie. Das Murren bei seinen Untergebenen war so stark, dass McClellan einen Generalbefehl erlassen musste, um Gerüchten über einen bevorstehenden Putsch des Militärs zu begegnen. Darin erklärte er, dass es nur ein Gegenmittel für politische Irrtümer gäbe, nämlich an den Urnen richtig abzustimmen – ein deutlicher Versuch, im Wahlkampf die öffentliche Meinung zugunsten der Demokraten zu beeinflussen.

Hauptthemen der Demokraten im Wahlkampf waren die Emanzipationserklärung und die (ebenfalls nach Antietam von Lincoln verkündete) teilweise Suspendierung der Habeas Corpus-Bestimmungen der Verfassung. Die Teilaufhebung erlaubte es der Regierung, radikale Gegner neuer Rekrutierungen für die Unionsarmee, die nach dem Scheitern von McClellans Halbinsel-Feldzug beschlossen worden waren, vor Militärgerichte zu stellen. War man sich in diesen Punkten in der Ablehnung einig, belastete der Disput zwischen „Kriegsdemokraten“ und „Friedensdemokraten“ die Glaubwürdigkeit der Partei. Die Republikaner nutzten dies im Wahlkampf aus und überzeichneten den innerparteilichen Einfluss der „Friedensdemokraten“. Die Wahlen, die zwischen September und November stattfanden, brachten den Demokraten schließlich Gewinne im Repräsentantenhaus und in Einzelstaaten, aber Verluste im Senat. Die Republikaner behielten in beiden Kammern des Kongresses die Mehrheit – eine wichtige Voraussetzung zur Fortführung von Lincolns Kriegspolitik. Die Schlacht am Antietam hatte die Stimmung der Wählerschaft zugunsten der Republikaner beeinflusst. Vor dem 17. September war allgemein mit einer demokratischen Mehrheit im neuen Repräsentantenhaus gerechnet worden.

### Reaktionen in Europa auf Antietam und Sklavenbefreiung
Die Schlacht am Antietam unterminierte das Vorhaben der britischen Regierung, eine Vermittlungsinitiative mit Aussicht auf eine nachfolgende Anerkennung der Konföderation in Angriff zu nehmen. Premierminister Palmerston schrieb Außenminister Russell Anfang Oktober, man werde warten, bis sich die Kriegslage klarer herauskristallisiert habe. Einige Wochen später wurde er deutlicher. Die Niederlagen des Südens hätten die Aussicht auf eine erfolgreiche Vermittlung bis auf weiteres getrübt und er sei nunmehr überzeugt „dass wir lediglich in der Zuschauerrolle bleiben müssen, bis der Krieg eine entscheidendere Wendung genommen haben sollte.“(“[…] that we must continue merely to be on-lookers till the war shall have taken a more decided turn.”)
Frankreich versuchte, die Unterstützung der britischen und der russischen Regierung für den Vorschlag eines sechsmonatigen Waffenstillstands zu erhalten, bei dem die Seeblockade konföderierter Häfen durch die Union aufgehoben und die Baumwollexporte wieder aufgenommen werden könnten, doch die Regierungen beider Länder wiesen dies zurück. In einem Brief an den belgischen König Leopold I., der ebenfalls für eine Vermittlung eintrat, erläuterte Palmerston Mitte November, dass die zuvor erwartete Gelegenheit für ein solches Unterfangen sich aufgrund der militärischen Rückschläge der Konföderierten nicht eingestellt habe.
Der der Konföderation zuneigende Teil der britischen Öffentlichkeit, allen voran The Times, verurteilte die Emanzipationserklärung als zynische Maßnahme Lincolns, die nicht auf Empörung über die Sklaverei fuße, sondern als politisches Manöver das Ausland irreführen und die Sklaven in einen blutigen Aufstand hetzen solle. Prounionistische Kräfte in Großbritannien widersprachen dem und anerkannten einen ernstzunehmenden Schritt Lincolns, die verabscheute Sklaverei abzuschaffen. Als der endgültige Text der Emanzipationserklärung einen Passus enthielt, in dem befreite Sklaven aufgerufen wurden, auf Gewalt zu verzichten, wuchs die Unterstützung für die Union in Großbritannien und anderen europäischen Ländern. Der Schritt Lincolns hatte die Kriegsziele des Nordens moralisch legitimiert. Eine Anerkennung der Konföderation wurde in der Folge in Europa nicht mehr ernsthaft erwogen. Henry Adams, der Sohn des amerikanischen Botschafters, schrieb am 23. Januar 1863 aus London in die Heimat: „Die Emanzipationserklärung hat hier mehr für uns erreicht als alle unsere vorherigen Siege und unsere gesamte Diplomatie.“(The Emancipation Proclamation has done more for us here than all our former victories and all our diplomacy”).

### Konsequenzen für Wahrnehmung und Verlauf des Krieges

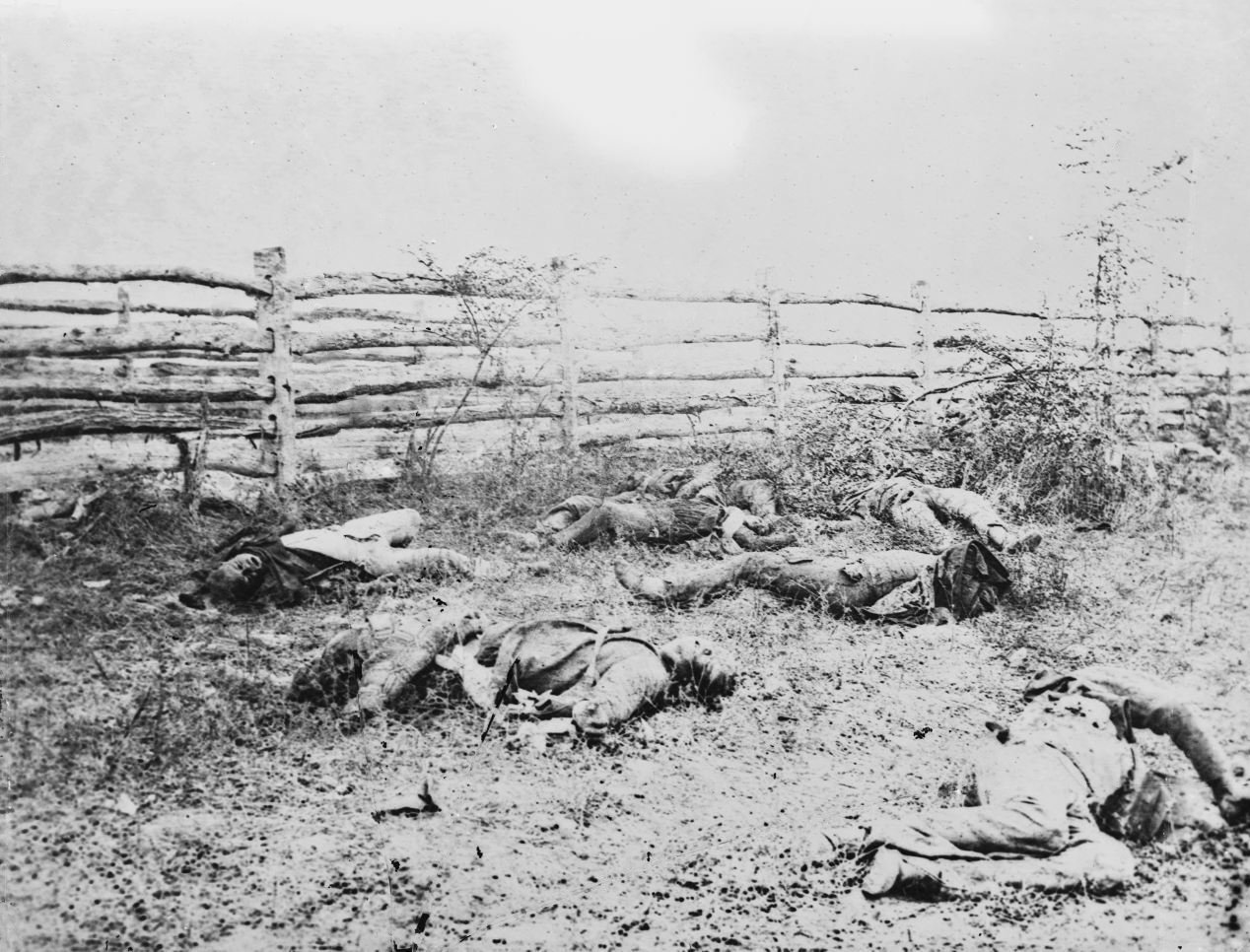
Foto von Gardner

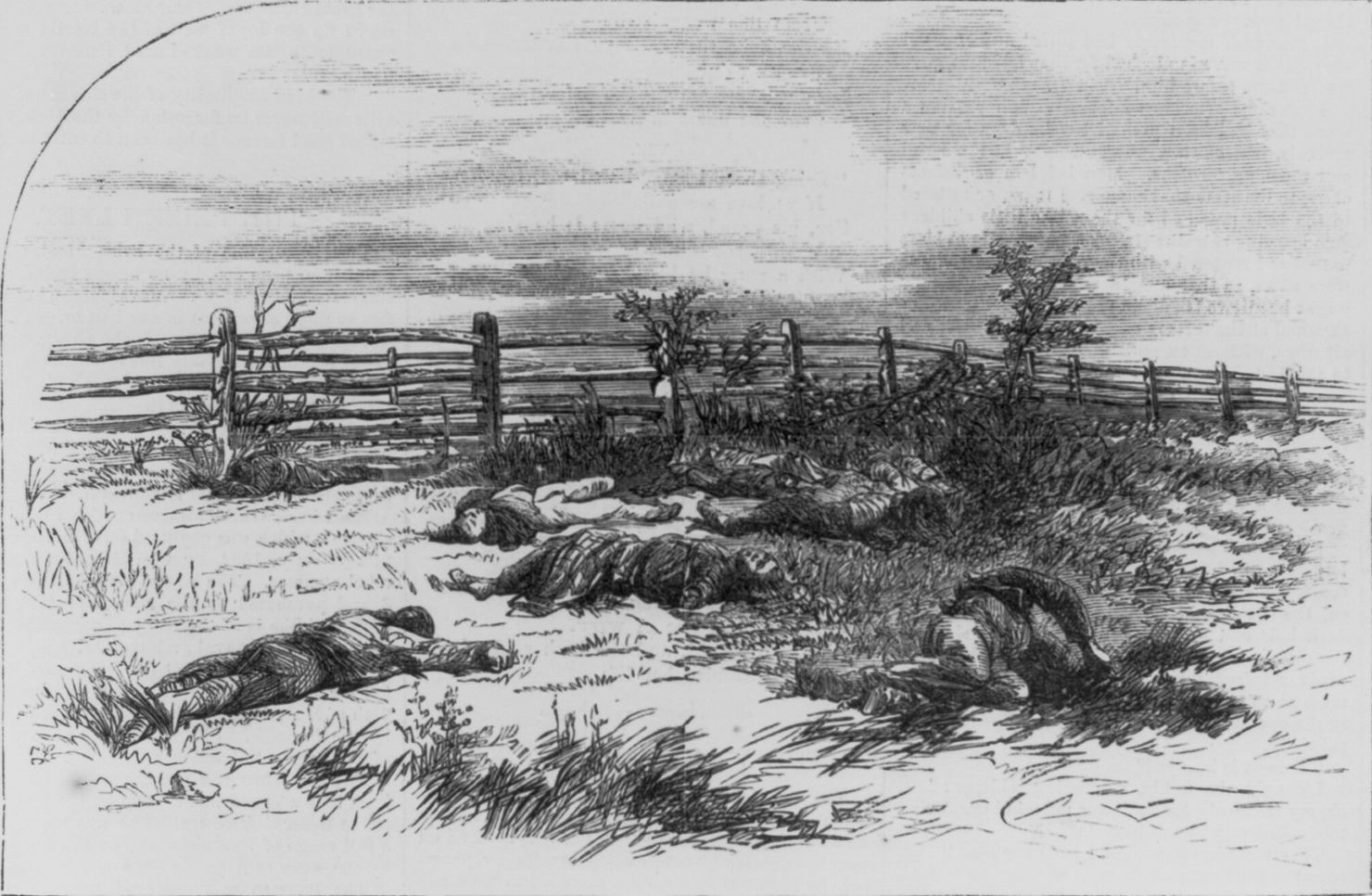
Illustration aus Harper's Weekly

Zwei Tage nach Ende der Kämpfe begann der Fotograf Alexander Gardner, die schrecklichen Folgen der Schlacht am Antietam festzuhalten. Bei zwei Aufenthalten in Sharpsburg fertigte er etwa 90 Aufnahmen von Ortschaft, Schlachtfeld sowie lebenden und toten Soldaten an, etwa 70 davon im Stereoskopie-Verfahren, das den Betrachtern einen dreidimensionalen Eindruck erlauben sollte. Die Fotos wurden im Oktober 1862 in einer vielbesuchten Ausstellung im Studio von Gardners Arbeitgeber Mathew B. Brady in New York präsentiert und danach als Attraktion für Stereo-Sichtgeräte reproduziert. Aus technischen Gründen konnten Zeitungen und Zeitschriften noch keine Fotos wiedergeben, aber die Zeitschrift Harper's Weekly nutzte sie als Vorlage für Illustrationen. Vor allem Gardners erschütternde Aufnahmen von verstümmelten und aufgedunsenen Leichen waren ein Novum in der Dokumentation des Bürgerkrieges. Obwohl es sich bei den abgebildeten Toten fast ausnahmslos um gefallene Konföderierte handelte (wohl aus Furcht, Bilder toter Unionssoldaten könnten die Unterstützung des Krieges im Norden mindern), veränderte sich in der Folge die öffentliche Wahrnehmung des Schlachtgeschehens, das bis dahin romantisiert worden war.

Die Schlacht am Antietam wurde im Gegensatz zu den meisten Schlachten des Bürgerkrieges an nur einem Tag ausgetragen. Bei sechs anderen Begegnungen, die an einem Ort stattfanden und sich über mehrere Tage hinzogen, waren die Verluste höher: Gettysburg, Chickamauga, Wilderness, Chancellorsville, Shiloh und Stones River. Mit der Ausnahme von Shiloh lagen diese Begegnungen nach der Schlacht am Antietam. In der Erinnerung vieler Teilnehmer, die Vergleiche anstellen konnten, galt trotzdem Antietam als die schlimmste Schlacht des Bürgerkrieges. Vor allem die Kämpfe um Maisfeld, Bloody Lane und Burnside-Brücke wurden zum Inbegriff des hohen Blutzolls, den Soldaten beider Seiten in diesem Konflikt zahlen mussten. Die Presse im Norden feierte das Ergebnis der Schlacht, den Rückzug der Konföderierten aus Maryland, als großen Erfolg der Union, als ersten wirklichen Sieg auf dem östlichen Kriegsschauplatz. Keine drei Wochen nach Bull Run hatte sich das Kriegsgeschick in der öffentlichen Wahrnehmung wieder grundlegend gewandelt. Nach einer Reihe von Fehlschlägen und blutigen Niederlagen waren die Reihen der Union am Antietam nicht eingebrochen. Vielmehr hatte der Norden die Invasion der Konföderierten zurückgeschlagen und scheinbar die Initiative an sich gerissen. Obwohl sich bei Journalisten und in den Reihen der Potomac-Armee gelegentlich Kritik daran erhob, dass es nicht gelungen war, Lees Armee zu vernichten, verbesserte sich die Moral der Unionssoldaten spürbar.
Umgekehrt empfand man in der Konföderation den schnellen Abbruch des Maryland-Feldzuges zumeist als Niederlage. Die Zeitungen bemühten sich, dem Pessimismus entgegenzuwirken und hoben vor allem den Erfolg Jacksons in Harpers Ferry hervor. Das harmonierte mit der Wahrnehmung zahlreicher konföderierter Soldaten, die betonten, sie seien nicht geschlagen worden, hätten vielmehr die Unionsarmee so eingeschüchtert, dass diese von einer Wiederaufnahme der Kämpfe am Antietam absah. Einzelne Teilnehmer des Maryland-Feldzuges räumten aber ihre Enttäuschung ein, dass der Versuch der Konföderierten, in die Offensive zu gehen, gescheitert war. General Lee selbst war unzufrieden über die Disziplinlosigkeit, die viele seiner Soldaten in Maryland gezeigt hatten, machte seine Vorbehalte aber nicht publik. Öffentlichen Zorn in den Südstaaten zogen vor allem die Einwohner Marylands auf sich, die die in sie gesetzten Erwartungen des Südens nicht erfüllt hätten. Die Enttäuschung wiederholte sich alsbald bezüglich Kentuckys, wo die Konföderierten bei Einfällen ebenfalls vergeblich versuchten, die Bevölkerung in einen Aufstand gegen die Union zu treiben.

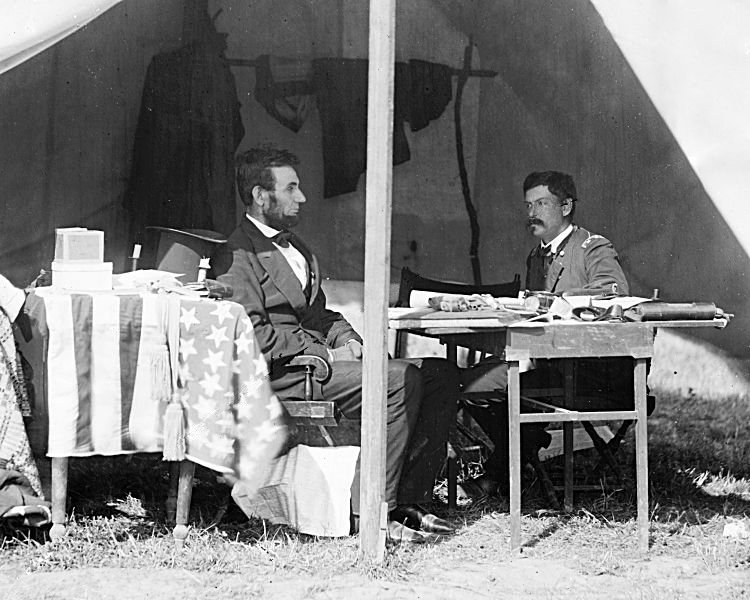
Lincoln und McClellan, im Zelt des Generals nahe Sharpsburg, 3. Oktober 1862

In den Wochen nach der Schlacht verharrte die Potomac-Armee trotz guten Wetters und wachsenden Unmuts der Presse darüber, dass der am Antietam erfochtene Vorteil nicht genutzt wurde, untätig in ihren Lagern. Der Potomac wurde nur zur Wiedereinnahme von Harpers Ferry überquert. Lincoln drängte McClellan zum Angriff auf Lees weiterhin in Nordvirginia stehende Armee, war jedoch nicht erfolgreich. Bei einem ausgedehnten Besuch in Sharpsburg Anfang Oktober erneuerte der Präsident seine Forderung nach einer energischen Offensive gegen Lees Armee im Zwiegespräch mit McClellan und erhielt ausweichende Antworten des Generals. Der Unmut Lincolns über McClellan steigerte sich noch angesichts eines ebenso spektakulären wie erfolgreichen Raids, den Lees Kavallerie zwischen dem 12. und 14. Oktober durchführte. J.E.B. Stuart gelang es, mit 1800 Männern bis nach Pennsylvania vorzudringen, dort umfangreiche Beute zu machen und bei dem Ritt die gesamte Potomac-Armee zu umkreisen, ohne dass die Unionskavallerie eingriff. Die Konföderierten verloren bei dem Kommandounternehmen nur zwei Mann.
In mehreren Schreiben, die seinem wachsenden Ärger Ausdruck gaben, wies der Präsident Mitte Oktober McClellans fadenscheinige Rechtfertigungen zurück, warum er Lee nicht über den Potomac verfolge. In einem Brief Lincolns vom 13. Oktober hieß es: „Sind Sie nicht übervorsichtig, wenn sie annehmen, etwas nicht zu vermögen, das der Feind ständig vermag?“(“Are you not over-cautious when you assume that you can not do what the enemy is constantly doing?”) Armeeoberbefehlshaber Halleck fasste seine Frustration über die Untätigkeit der Potomac-Armee in folgende Worte: „Es herrscht hier ein Stillstand vor, der alles übertrifft, was sich ein Mensch ausmalen kann. Man bedarf des Hebels von Archimedes, um diese träge Masse in Bewegung zu setzen.“

Erst am 26. Oktober folgte McClellans Armee Lee über den Potomac, brauchte für diese Operation aber neun Tage – im Vergleich zu den wenigen Stunden, die die Nord-Virginia-Armee nach der Schlacht am Antietam benötigt hatte. Lee ließ sich von der Unionsübermacht nicht beeindrucken und teilte seine schwächere Armee wie gewohnt auf: Jacksons Korps sollte McClellans Flanke vom Shenandoah-Tal aus bedrohen, Longsstreets Korps Richmond schützen. Das angesichts dieser Konstellation zaghafte Vorrücken der Potomac-Armee überzeugte Lincoln endgültig von McClellans Unwillen, den Gegner anzugreifen. Am 9. November setzte Lincoln McClellan als Oberbefehlshaber der Potomac-Armee ab. Er hatte mit dem Schritt gewartet, bis die Kongresswahlen vorüber waren. An McClellans Stelle trat widerwillig Generalmajor Burnside, der in der Schlacht von Fredericksburg einen Monat später beweisen sollte, dass er der Aufgabe nicht gewachsen war. McClellan wies Aufforderungen von Offizieren und Truppen zurück, auf Washington zu marschieren, um Lincoln zu stürzen, und zog sich zunächst ins Privatleben zurück. Er hat danach nie wieder ein Schlachtfeld betreten. Als demokratischer Gegenkandidat Lincolns bei den Präsidentschaftswahlen 1864 blieb er erfolglos.
In späteren Schriften, in denen er seine strategischen Entscheidungen mit zunehmender Starrköpfigkeit rechtfertigte, bekräftigte McClellan seine Überzeugung, im September 1862 persönlich die Union gerettet und am Antietam einen großen Sieg errungen zu haben. Die meisten Historiker des Bürgerkriegs betonen indes nicht die Erfolge der Union in Maryland (etwa dass Lee neun Monate brauchen sollte, bis er wieder auf Unionsterritorium operieren konnte), sondern die von McClellan verpassten Chancen, die Nord-Virginia-Armee endgültig zu schlagen und so den Krieg zu verkürzen. A. Wilson Greene vertritt die dominierende Sichtweise, wenn er schreibt: „Zwischen 13. und 18. September 1862 verschenkte George McClellan die beste Gelegenheit, die sich je ergab, die wichtigste Feldarmee der Konföderation zu vernichten. Den Preis für sein Versagen bezahlte die Nation während 31 zusätzlicher Monate Bürgerkrieg.“(“Between September 13 and 18, 1862, George McClellan discarded the best opportunity ever offered to destroy the Confederacy's principal field army. The nation met the price of his failure during thirty-one additional months of Civil War.”)
Koordinaten: 39° 28′ 23,5″ N, 77° 44′ 40,9″ W